# 中央林間駅
中央林間駅（ちゅうおうりんかんえき）は、神奈川県大和市中央林間にある、小田急電鉄・東急電鉄の駅。大和市北部の中心駅となっている。

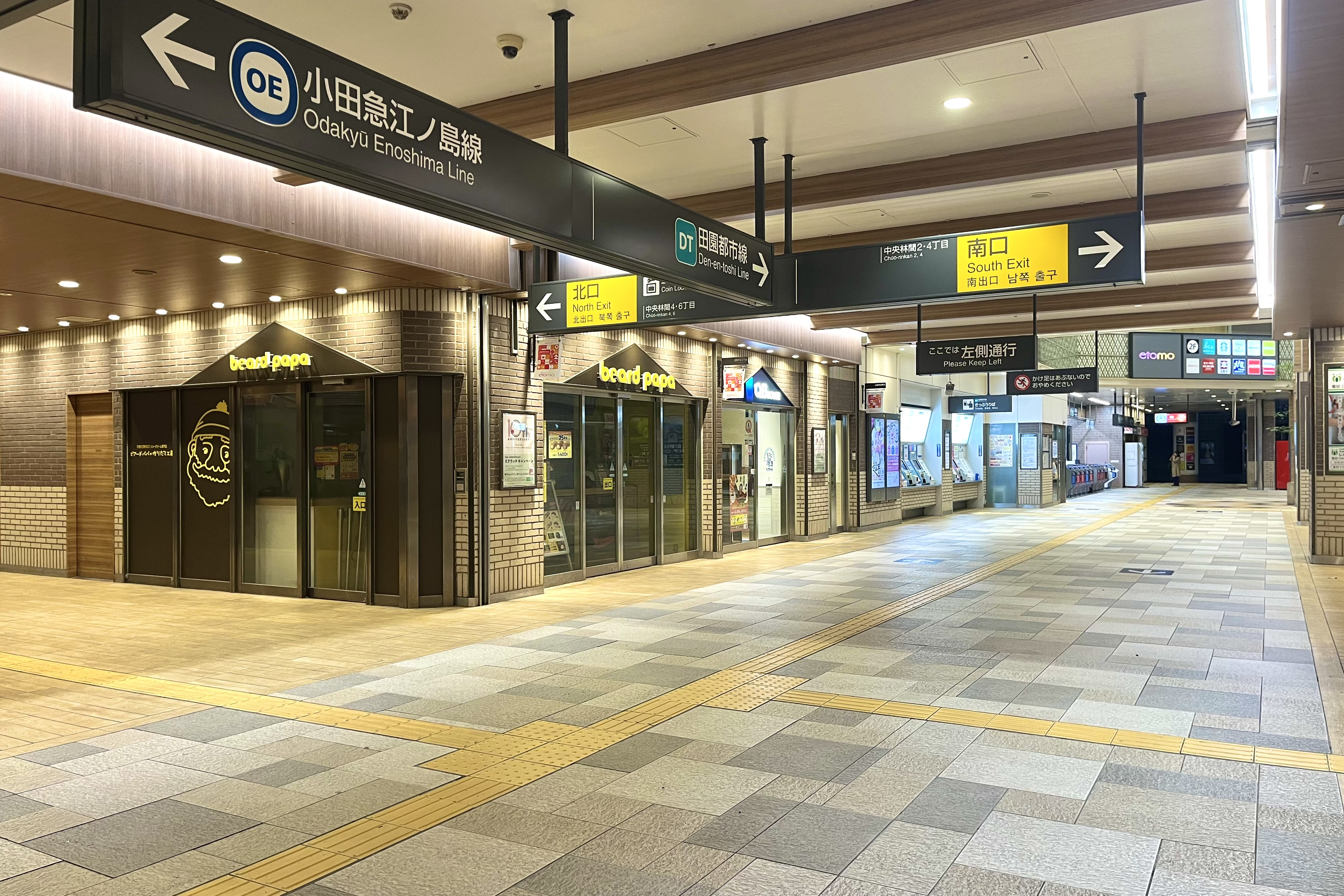
両社線間は連絡通路にて接続（2024年10月）

## 概要
2019年度の両社を合算した乗降人員は約20万人で大和市北部の交通拠点として機能するとともに、渋谷と新宿の二大繁華街に加え、東京都心3区（港区、千代田区、中央区）などの都心各所と鉄道で直結していることから、駅周辺では宅地開発やマンション建設が進み、利用者が増加傾向にある。 

### 乗り入れ路線
小田急電鉄江ノ島線と東急電鉄田園都市線の2社2路線が乗り入れ、相互間の接続駅となっている。各路線ごとに駅番号が付与されている。
- 小田急電鉄： 江ノ島線 - 駅番号は「OE02」
- 東急電鉄： 田園都市線 - 駅番号は「DT27」※当駅が終着駅となっている。

東急田園都市線は渋谷駅・押上駅を経由し東京メトロ半蔵門線および東武スカイツリーライン(伊勢崎線および日光線)と相互直通運転を実施しており、ほとんどの列車が半蔵門線に、3分の1ほどの列車が半蔵門線を経由し東武スカイツリーラインに乗り入れている。また2019年10月1日のダイヤ改正より大井町線急行列車が当駅発着となり、自由が丘駅や大井町駅方面への利便性が格段に向上した。

## 歴史

### 駅名の由来
「林間都市計画区域」の中央地域であったことから、「中央林間都市駅」として開設したが、1941年（昭和16年）に「南林間駅」・「東林間駅」とともに「都市」の文字が駅名より外され、「中央林間駅」と改称した。
「林間都市計画」発足以前は「公所駅」となる予定であった。なお、公所（）とは大和市下鶴間三百番地台（浅間神社付近）、境川沿いの田園都市線つきみ野駅 - 南町田グランベリーパーク駅間の神奈川県側付近を指し、当駅とは2 km以上離れている。

### 当駅開業の背景
小田原急行鉄道（現小田急電鉄）は、相模大野から南林間までの土地を買収し、江ノ島線に東林間都市駅、中央林間都市駅、南林間都市駅（いずれも現在は駅名に「都市」がついていない）を設置した。南林間都市駅を中心に開発と宅地の分譲が行われ、林間都市計画と呼ばれる。
在住者には3年間の無賃乗車特典を付ける等の購入意欲を盛り上げるような販売戦略を行ったものの、当時としては都心から遠すぎたことや小田急沿線でも成城など他の宅地開発があったことから、思うように分譲が進まなかった。その後軍都計画の進行や太平洋戦争の勃発で林間都市構想は頓挫、1941年（昭和16年）には設置した3駅から「都市」を取り除き、中央林間都市駅も現在の中央林間駅となった。駅周辺の道路は放射状に伸びており、計画的に区画された街である名残が感じられる。

### 田園都市線延伸の経緯
1979年8月に田園都市線がつきみ野駅まで延長し、あと1駅中央林間までの全線開通が待たれた。
つきみ野〜中央林間間はわずか1.2kmの区間だが、路盤工事に一部着手したところで工事は中断していた。三つの問題があったためである。
一つ目は、埋蔵文化財の問題である。これは、建設工事区域で埋蔵文化財の調査が必要となり、1979年11月から翌年6月にかけて発掘調査が行われ、この結果を踏まえた大和市との調整に時間を要したためである。
二つ目は、都心部に至るまでの輸送力が十分に増強できていなかった点である。小田急江ノ島線中央林間駅と接続すれば、乗り換え利用者により、田園都市線の乗客数が増えることが見込まれる。しかし、営団地下鉄半蔵門線は1979年に永田町まで開通したものの青山一丁目～永田町間は単線だったため、田園都市線・新玉川線から都心部へ向かう乗客に対しては輸送力が不十分と考えられたのである。その後、1982年12月に半蔵門線が永田町から半蔵門まで1駅延び、青山一丁目～永田町間が複線になると共に、青山一丁目駅のホームが10両運転に備えて延伸されることとなった。これに合わせて田園都市線でも10両編成に備えたホームの延伸工事を進めており、田園都市線・新玉川線・半蔵門線3線の10両直通運転の実施で輸送力を確保できるめどが立ってきた。
三つ目は、中央林間駅の位置についての小田急電鉄との協議である。東急電鉄は小田急江ノ島線直下に、十字状に交差するような位置取りで駅を設けたいと考え、そのために必要な土地も取得していた。しかし小田急電鉄との調整の結果、江ノ島線に突き当たる現在のような形で接続し、おのおのが独立した駅施設とすることとなった。
これらの問題が解決に向かい、1981年12月末には、つきみ野〜中央林間間の延長線建設の認可が得られたことから、1982年2月に着工。つきみ野駅構内の複線化工事も併せて行い、1984年4月9日に開業を迎えた。こうして、溝の口〜中央林間間の線路敷設免許を取得した1960年9月から四半世紀近くを経て、田園都市線22.1kmの全線がようやく開通した。

### 年表
- 1929年（昭和4年）4月1日：小田急江ノ島線の中央林間都市駅（ちゅうおうりんかんとしえき）として開設[3]。「直通」の停車駅となる。各停は新宿駅 - 稲田登戸駅（現・向ヶ丘遊園駅）のみで運行されていた。
- 1941年（昭和16年）10月15日：中央林間駅（ちゅうおうりんかんえき）へ改称[3]。
- 1945年（昭和20年）6月：「直通」が廃止。各停が全線運行されることとなり、停車駅となる。
- 1946年（昭和21年）10月1日：準急新設、停車駅となる。
- 1984年（昭和59年）4月9日：東急田園都市線の駅が開設、乗換駅となる。同時に帝都高速度交通営団（現・東京地下鉄）半蔵門線車両乗入開始[3]。また同日の開設に合わせ、日本最初の電子連動装置実運用開始。
- 1990年（平成2年）3月27日：小田急江ノ島線急行停車駅となる。
- 1996年（平成8年）4月26日：東急田園都市線急行運行区間延伸に伴い、停車駅となる。
- 2000年（平成12年）：田園都市線ホームとコンコース間を連絡するエレベーター・エスカレーターとホーム冷房新設[4]。
- 2002年（平成14年）3月22日：小田急江ノ島線に湘南急行新設、停車駅となる[5]。同時に準急廃止。
- 2004年（平成16年）12月11日：小田急江ノ島線の湘南急行が快速急行へ改称[6]。
- 2005年（平成17年）11月20日：小田急江ノ島線ホームの待合室完成、供用開始。
- 2008年（平成20年）3月28日：東急田園都市線で平日朝に当駅始発準急新設、停車駅となる。
- 2009年（平成21年）10月31日：この日限りで東急電鉄定期券売り場とテコプラザ営業終了[7]（※跡地はコージーコーナーとミスタードーナツとなる）。
- 2014年（平成26年）1月：OE 02の駅ナンバリング導入、使用開始。
- 2015年（平成27年）12月7日：東急側コンコースおよび2Fがエトモ中央林間としてリニューアルオープン[8]。
- 2017年（平成29年）
  - 2月8日：小田急江ノ島線ホームおよびコンコースにて電光掲示板の更新開始。
  - 3月27日：小田急南口コンコース内の「小田急トラベル 中央林間店」が営業終了。
  - 6月1日：小田急南口コンコース内の「小田急トラベル 中央林間店」跡地に「HOKUO 中央林間店」がオープン。
- 2019年（令和元年）
  - 5月8日：小田急南口コンコース内の「ODAKYU SHOP」が「セブンイレブン」として再オープン。
  - 6月12日：東急側コンコース内の「ミスタードーナツ 中央林間店」が営業終了。
  - 6月15日：東急側コンコース内の「コージーコーナー 中央林間店」が営業終了。
  - 8月30日：東急側コンコース内に「崎陽軒 中央林間店」が新規オープン。
  - 10月1日：東急線ダイヤ改正に伴い、大井町線急行列車の中央林間駅への乗り入れが開始。
  - 12月22日：東急田園都市線で可動式ホームドア使用開始。
- 2020年（令和2年）
  - 3月31日：東急側コンコース内の「カレーショップC＆C 中央林間店」が営業終了。
  - 6月9日：東急側コンコース内の「カレーショップC＆C 中央林間店」跡地に「吉野家 中央林間店」オープン。
- 2021年（令和3年）11月27日：小田急東口改札使用開始[9]。
- 2022年（令和4年）
  - 2月28日：小田急南口コンコース内の「HOKUO 中央林間店」が営業終了。
  - 6月3日：小田急南口コンコース内「HOKUO 中央林間店」跡地に「ドンクエディテ 中央林間店」がオープン。
  - 12月1日：東急側コンコース内の「ミスタードーナツ 中央林間店」跡地に「ビアードパパ 中央林間店」がオープン。
- 2023年（令和5年）
  - 1月20日：小田急ホーム上化粧室の更新完了。
  - 1月30日：東急有人改札内のリモート案内化。(4月30日までは実証実験)
  - 6月16日：東急側コンコース内の「コージーコーナー 中央林間店」跡地に「QBハウス 中央林間店」が再度オープン。
  - 7月3日：小田急北口構内にあった「小田急不動産 中央林間駅前店」がオフィス移転に伴い営業終了。
- 2024年（令和6年）
  - 11月3日：2日終電後小田急下り1番ホームにてホームドアが設置。
  - 11月10日：9日終電後小田急上り2番ホームにてホームドアが設置。
- 2025年（令和7年）
  - 1月29日：小田急上下線ホームにてホームドアが供用開始。
  - 2月8日：小田急上り2番ホームの拡幅工事が完了。

## 駅構造
小田急電鉄と東急電鉄それぞれの駅には連絡改札はないものの、乗り換え連絡通路を通じて接続しており、雨天時にも濡れることなく行き来することができる（小田急線東口改札を用いる乗り換えを除く）。乗り換え連絡通路にはコンビニエンスストアやフードコート、惣菜店、理容店など多数のテナントが出店しており盛況している。また駅前ロータリーは東急駅舎側のみに存在する（当駅には路線バスは発着しておらず、タクシーや 大和市コミュニティバス 「のろっと・やまとんGO」が発着）。 
なお、両社の出入口の駅看板はそれぞれ管理事業者のロゴのみの表示だが、既述の通り両社の駅舎は事実上一体であるため、ロゴがない路線を利用する際には駅舎内を通ってそれぞれの乗り場まで行くことができる。

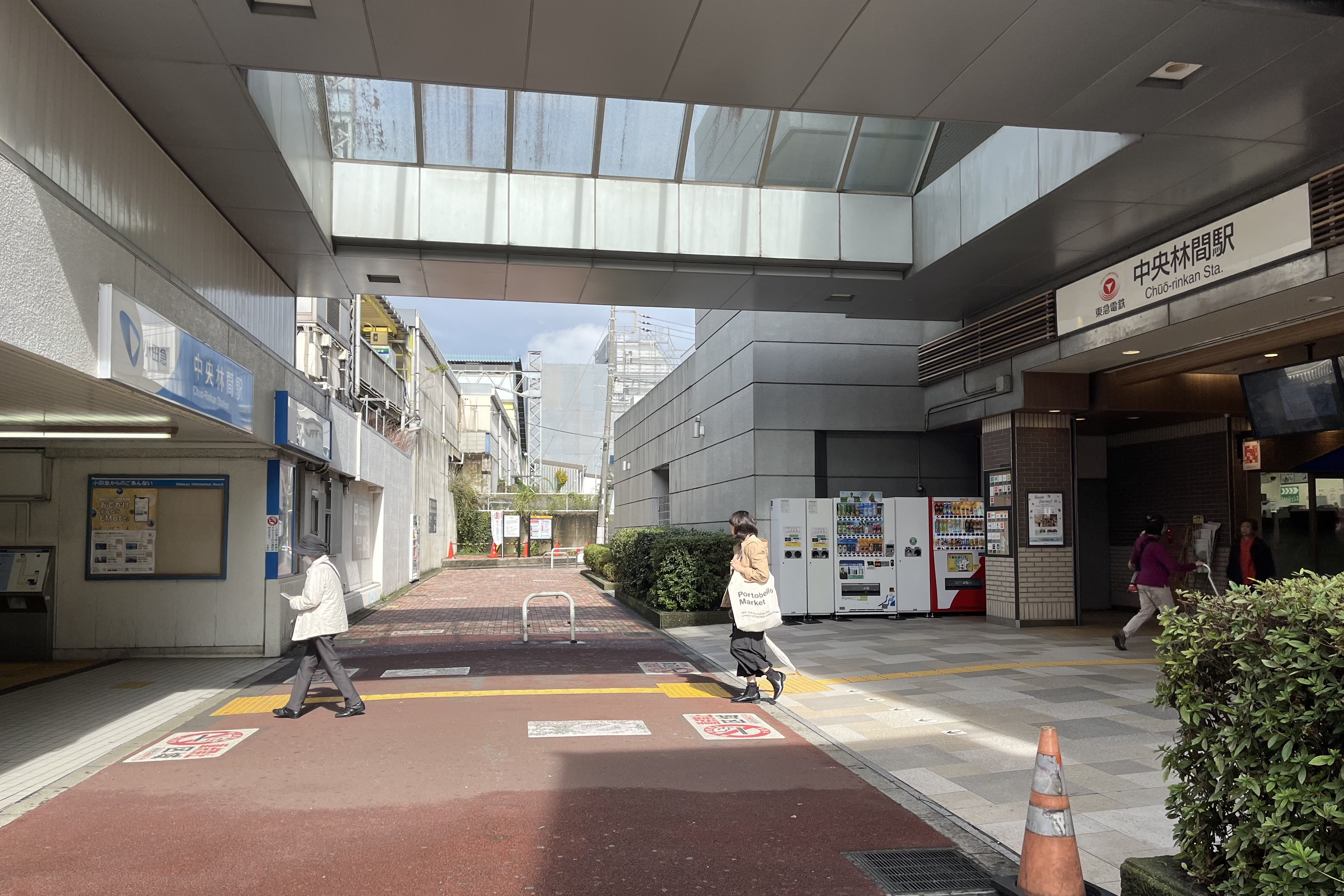
両社線間の連絡通路（2024年10月）

なお小田急と東急で〇〇口の意が異なる。小田急では“改札口”の意で〇〇口と称しているのに対し、東急では“構内出入口”の意である。そのため、当駅において両社とも南口という重複した名の出入口が存在するが、小田急においては南改札口（※小田急の呼称では南口改札）、東急では南構内出入口を意味する。その他の出入口においても同様。

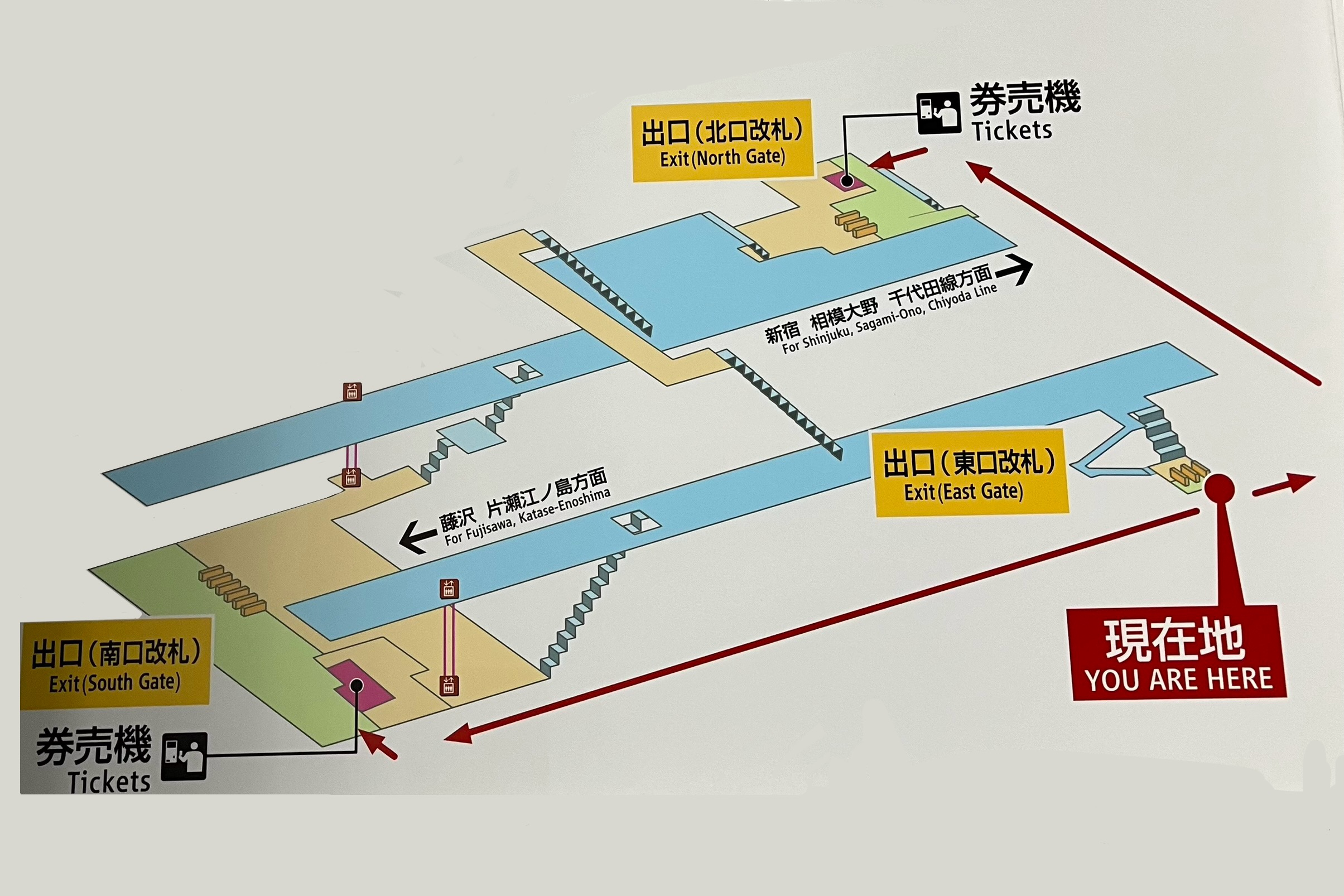
小田急中央林間駅の出入口は改札単位（2024年10月）
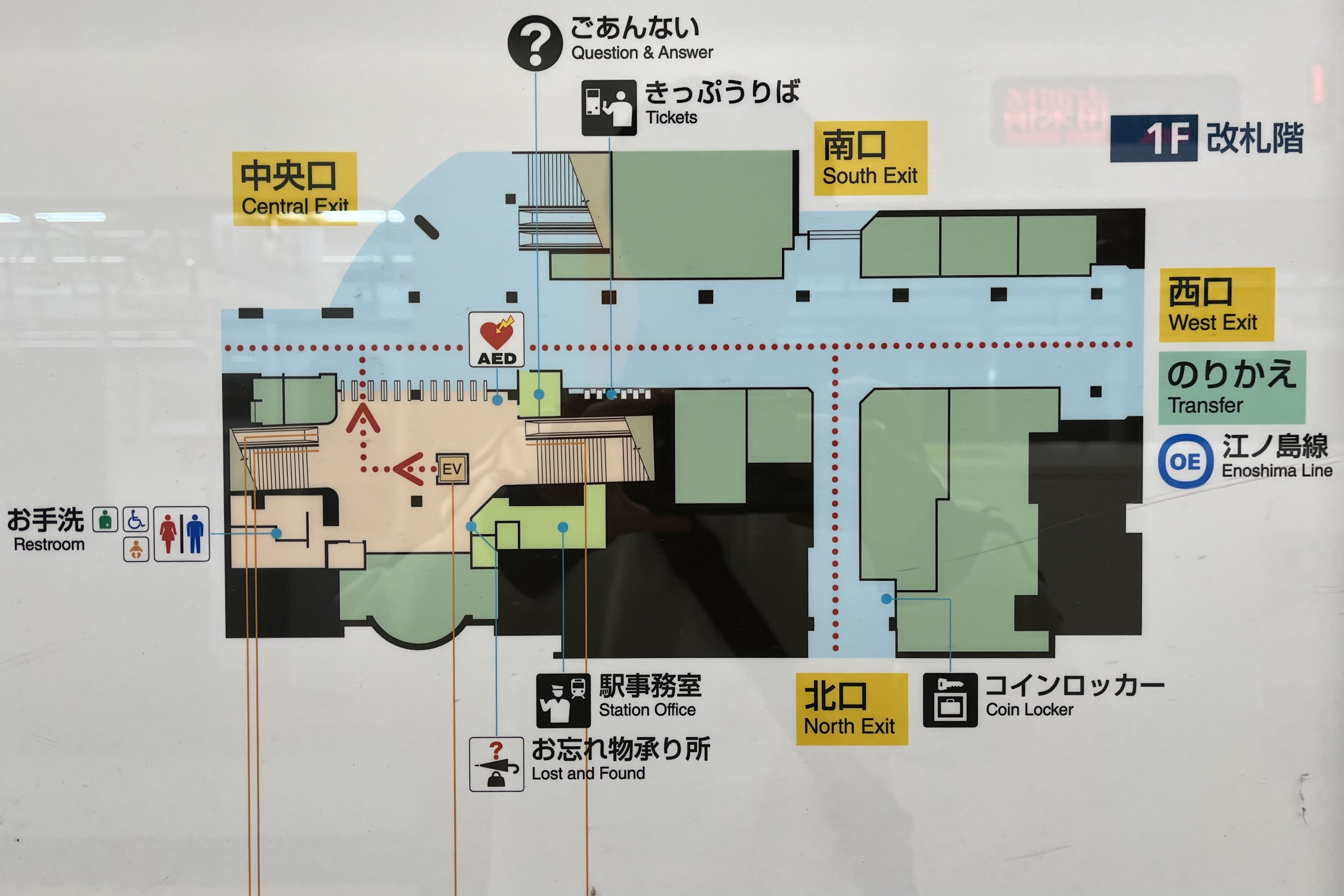
東急中央林間駅には4箇所の構内の出入口がある（2024年10月）

### 小田急電鉄
相対式ホーム2面2線を有する地上駅。ただしホームの大和・藤沢寄りは、田園都市線開通時に乗り換え改札である南口を開設する際、湿地帯の斜面に盛り土を行ってホームを延伸した関係で、高所に位置する。ホーム有効長は10両編成に対応している。特急ロマンスカー以外の全旅客営業列車が停車する。管轄は藤沢管区（中央林間駅～片瀬江ノ島駅）が行っている。

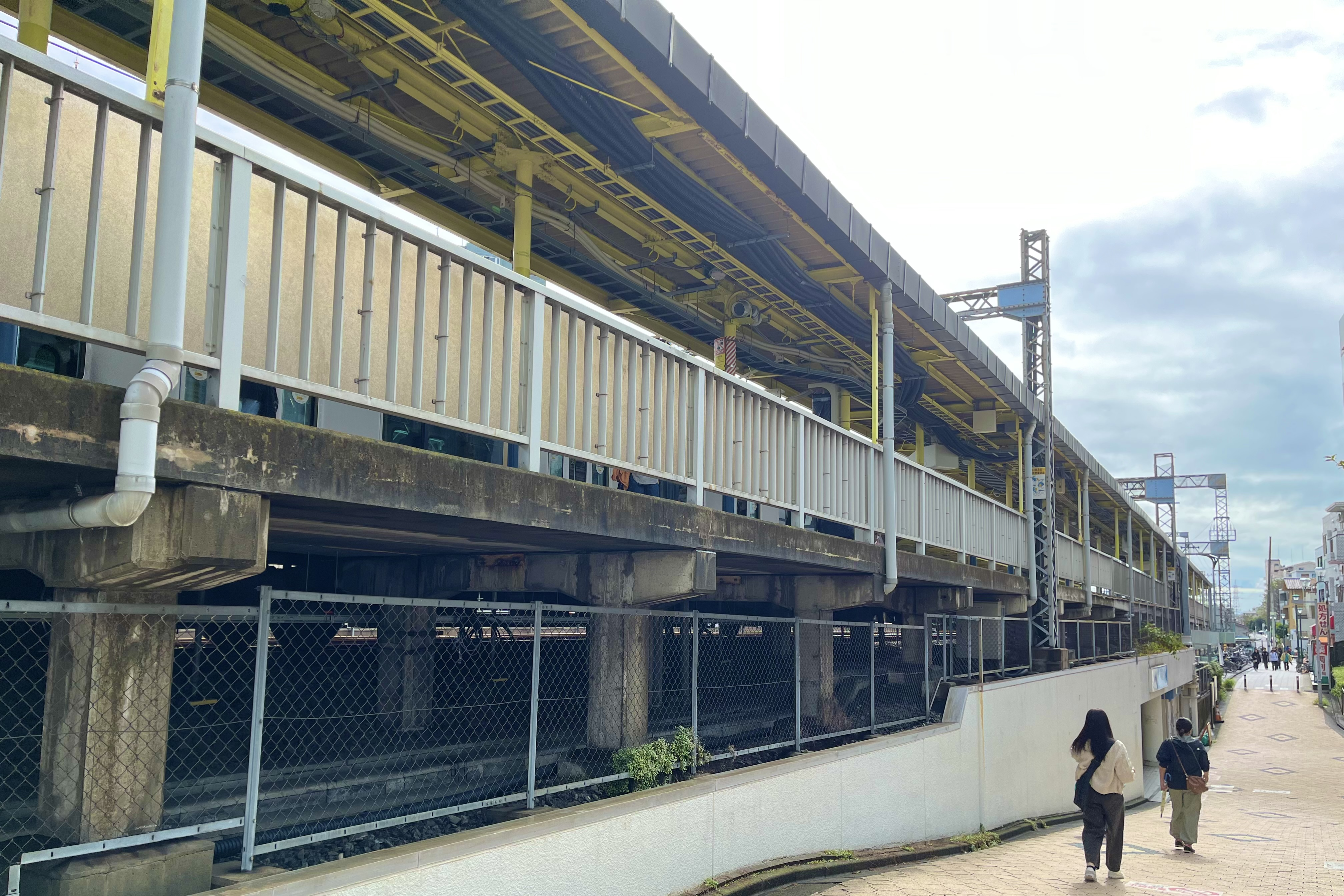
小田急線ホームの立地（2024年10月）

#### 駅設備
乗り場は東側を1番ホームとして以下の通り。上下線共にエレベーターやスロープが設置されており、バリアフリーに対応している。なお今後、駅改良工事の一環として両ホームと南口改札階を繋ぐエスカレーターが設置される予定である。各ホーム上にはそれぞれ待合室が設置されているほか、化粧室は2番線のホーム前寄りに設置されている。
2019年（令和元年）10月より駅改良工事が行われており、その一環で上下線ともに可動式ホーム柵（ホームドア）が設置された。また東急田園都市線への乗り換え改札である南口への通路の脆弱性が問題となっており、特に階段付近での乗客の滞留が慢性化していた。そのため階段付近でのホーム拡幅工事が進められ（上りホームは2025年2月に完了）、今後は下りホームの拡幅工事に加え、上下線ホームにおける階段移設とエスカレーターの新設が予定されている。

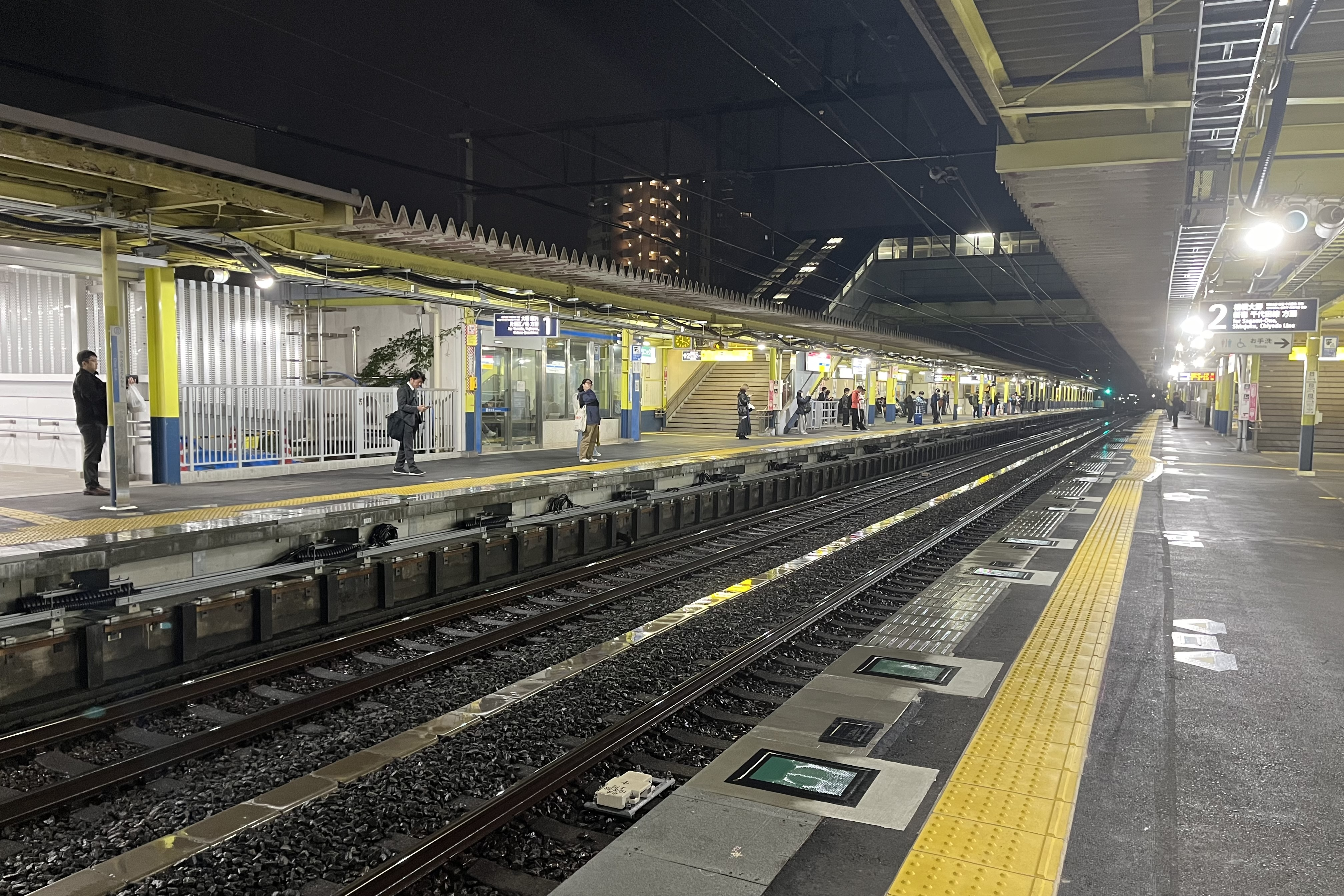
ホームドア設置前（2024年10月）
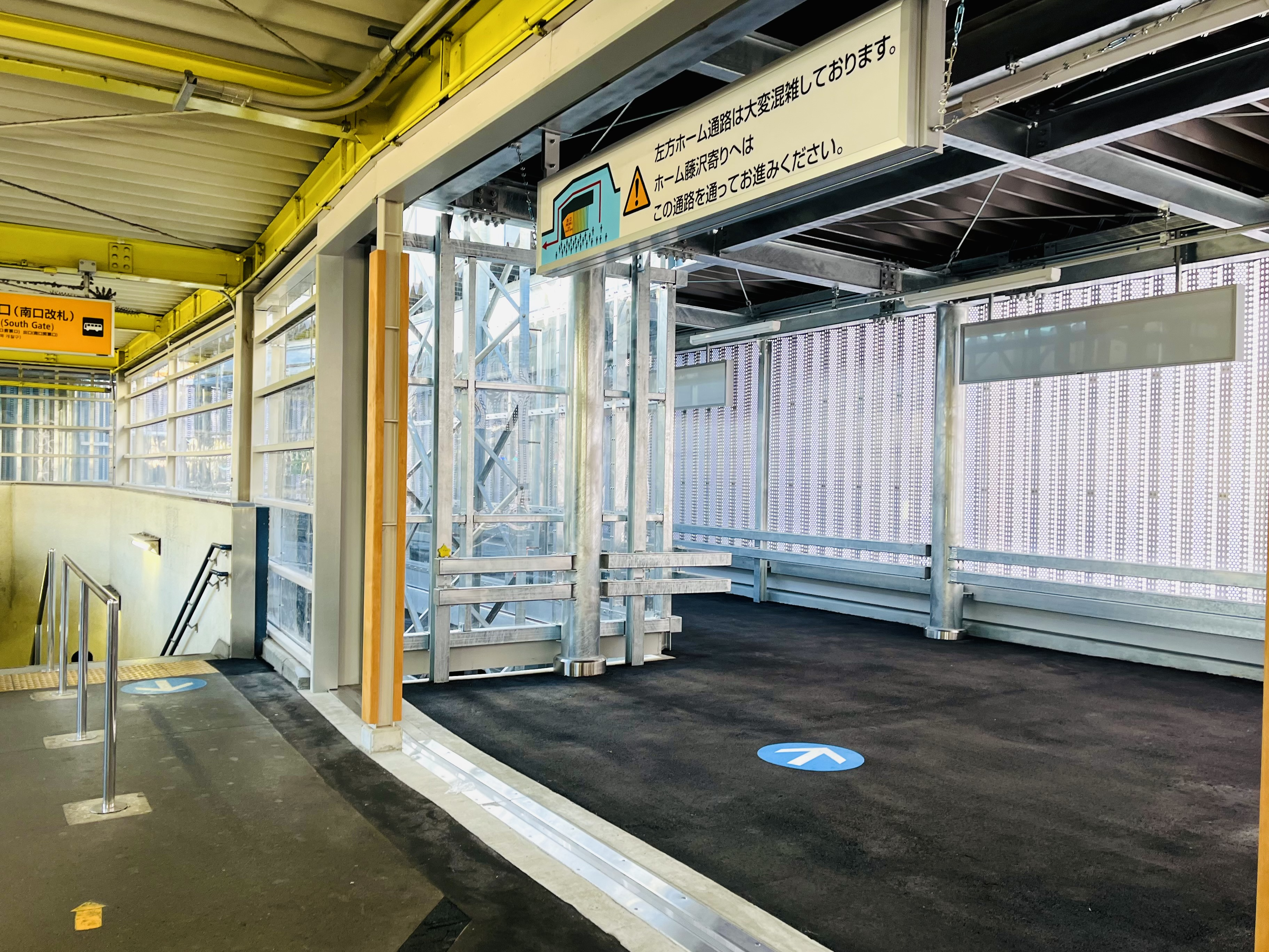
上りホーム拡幅部分（2025年2月）

#### 改札
改札は南口改札・北口改札・東口改札の3か所存在する。特に南口改札は東急中央林間駅西口とダイレクトに繋がっており、メインの改札となっている。南口改札は、当社当駅最大の9基の自動改札機が設置されているほか、有人改札や駅事務室、定期券売機、複数テナントがある。今までは東急田園都市線への乗り換えは南口のみで可能であったが、2021年11月27日に新たな乗り換え経路の追加を目的として東口が開設されたため、現在では南口および東口においても可能である。北口と東口（ICカード専用）は無人改札となっており、駅員は常駐していない。

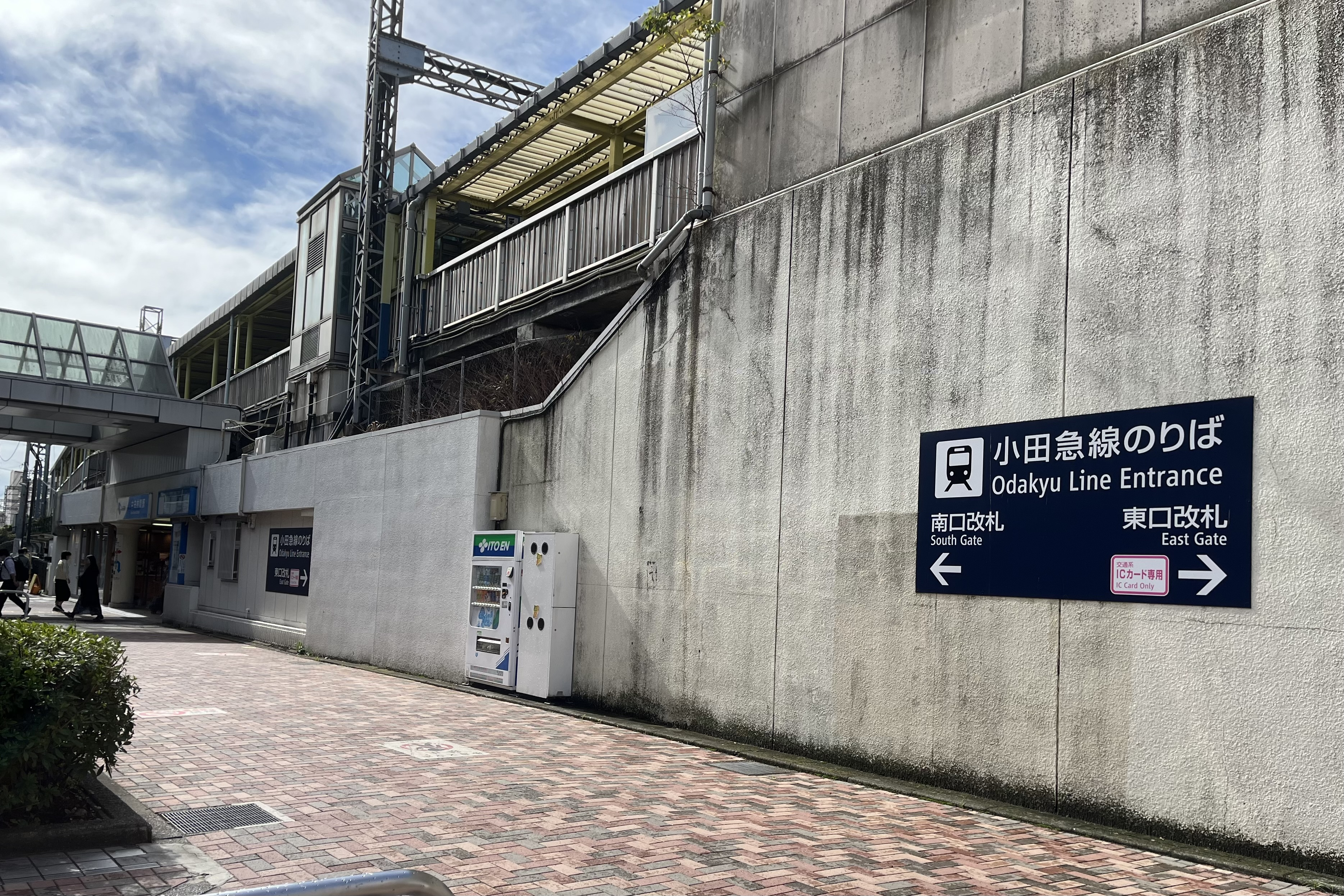
東急･小田急間は2通りの乗り換え経路がある（2024年10月）

#### コンコース
南口コンコース内には駅事務室のほか、セブンイレブン、ドンク、小田急系そば処箱根そば、金融機関があり、屋根を通じて東急駅舎と繋がっている。
北口は南口コンコースが開設される前、唯一の改札であり駅事務室の跡地や1・2番ホーム間を繋ぐ跨線橋の位置、化粧室の位置などが名残として感じられる。テナントとして改札脇に小田急不動産やモスバーガー、三井住友銀行ATMなどがある。
東口は自動改札機とチャージ専用機のみの簡素な造りだが、現在東口において地上5階建ての駅ビル建設が進んでおり、複数テナントが出店する予定。

#### のりば
| ホーム | 路線     | 方向 | 行先                          |
| ------ | -------- | ---- | ----------------------------- |
| 1      | 江ノ島線 | 下り | 大和・藤沢・片瀬江ノ島方面    |
| 2      | 江ノ島線 | 上り | 新宿・相模大野・ 千代田線方面 |

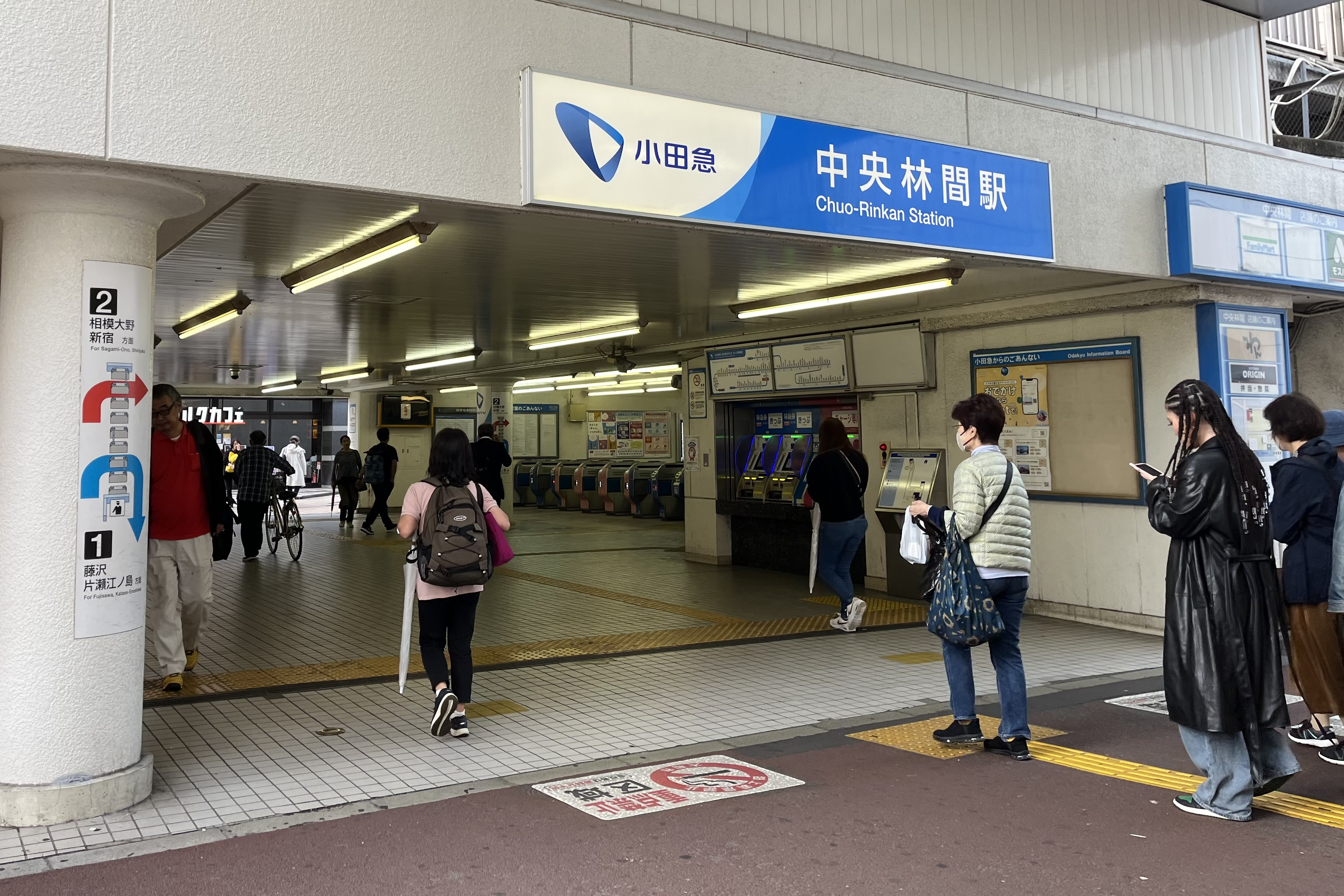
南口改札駅外観（東急西口側）（2024年10月）
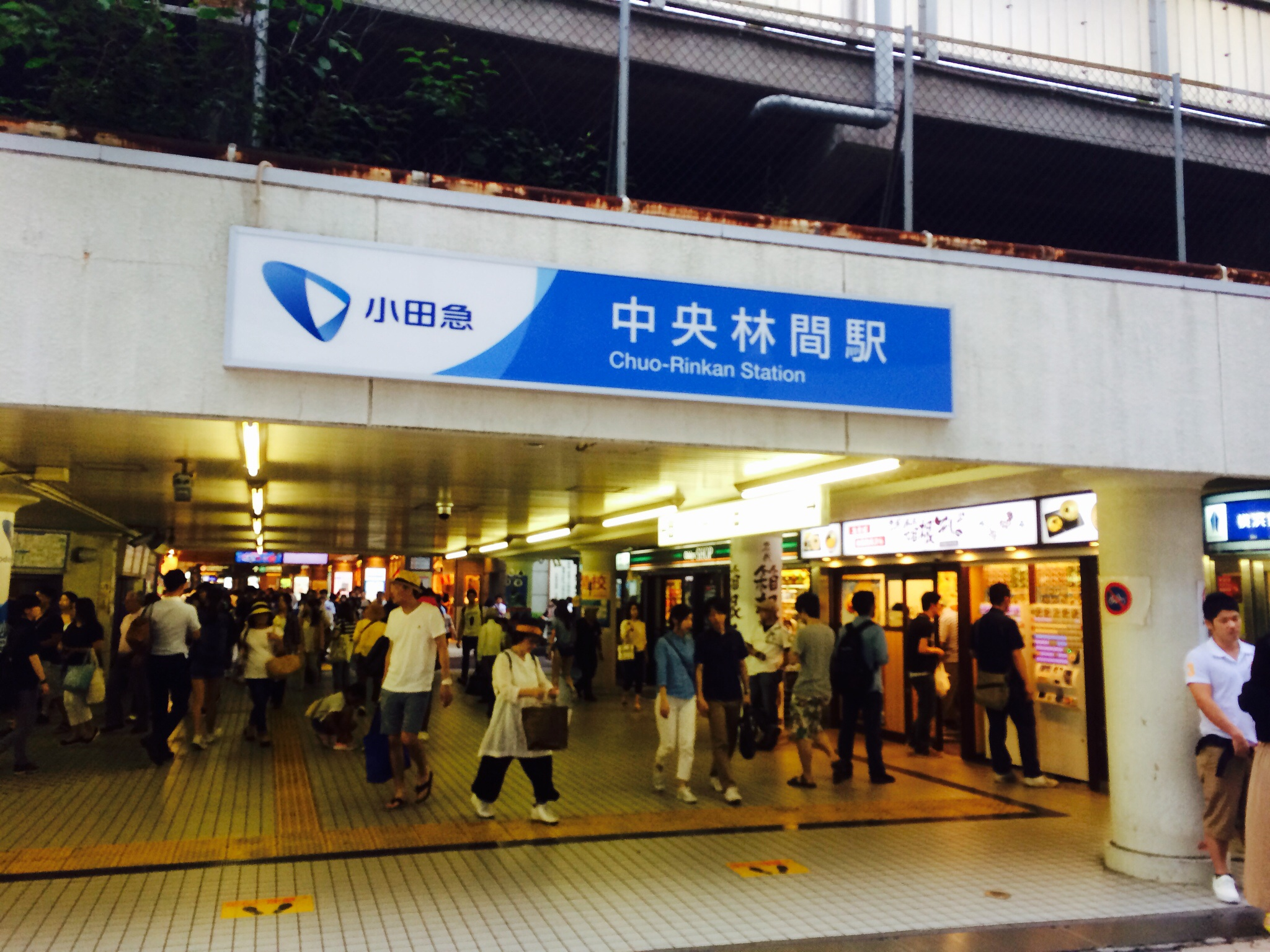
南口改札駅外観（反対側）（2016年7月）
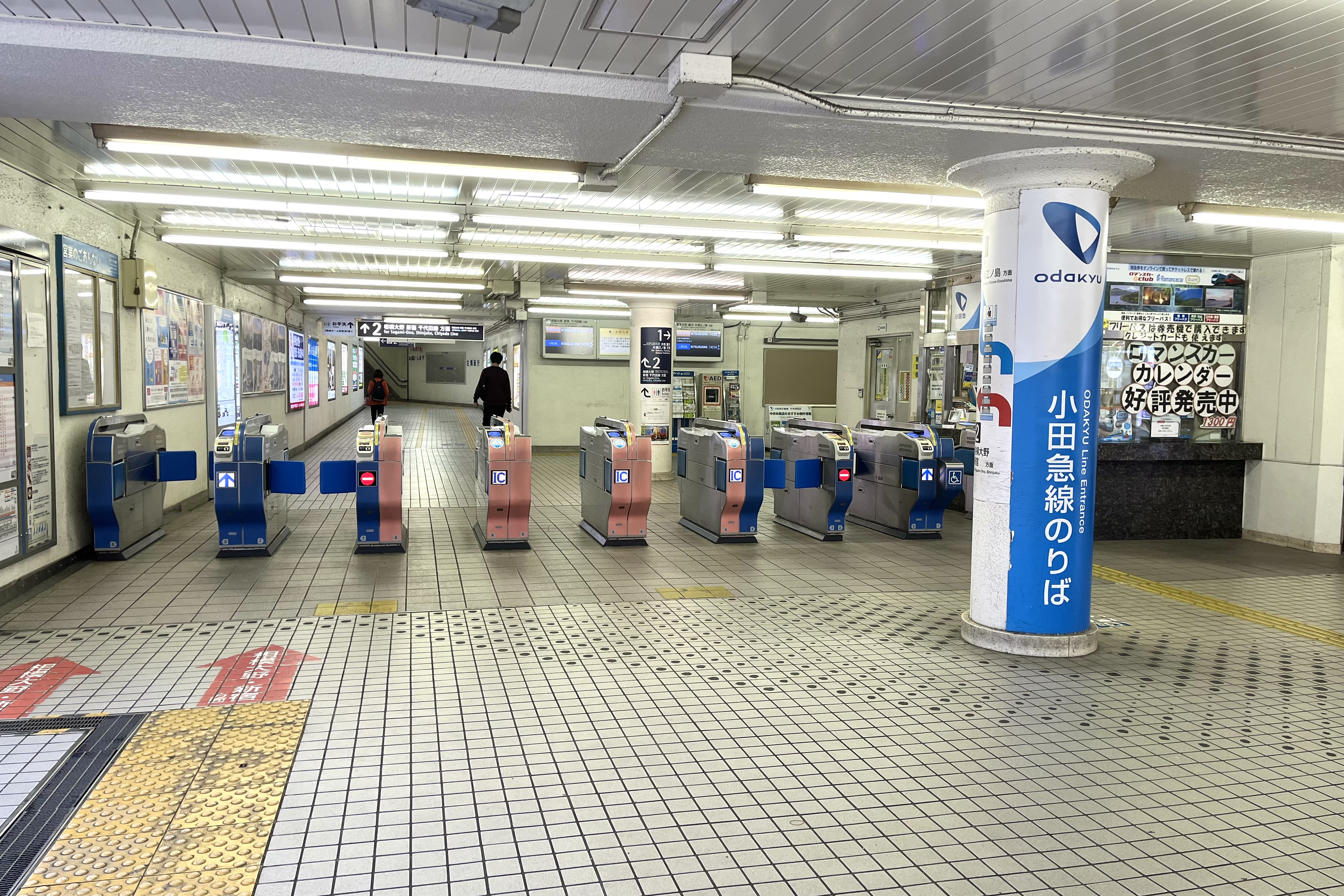
小田急南口改札（2024年10月）
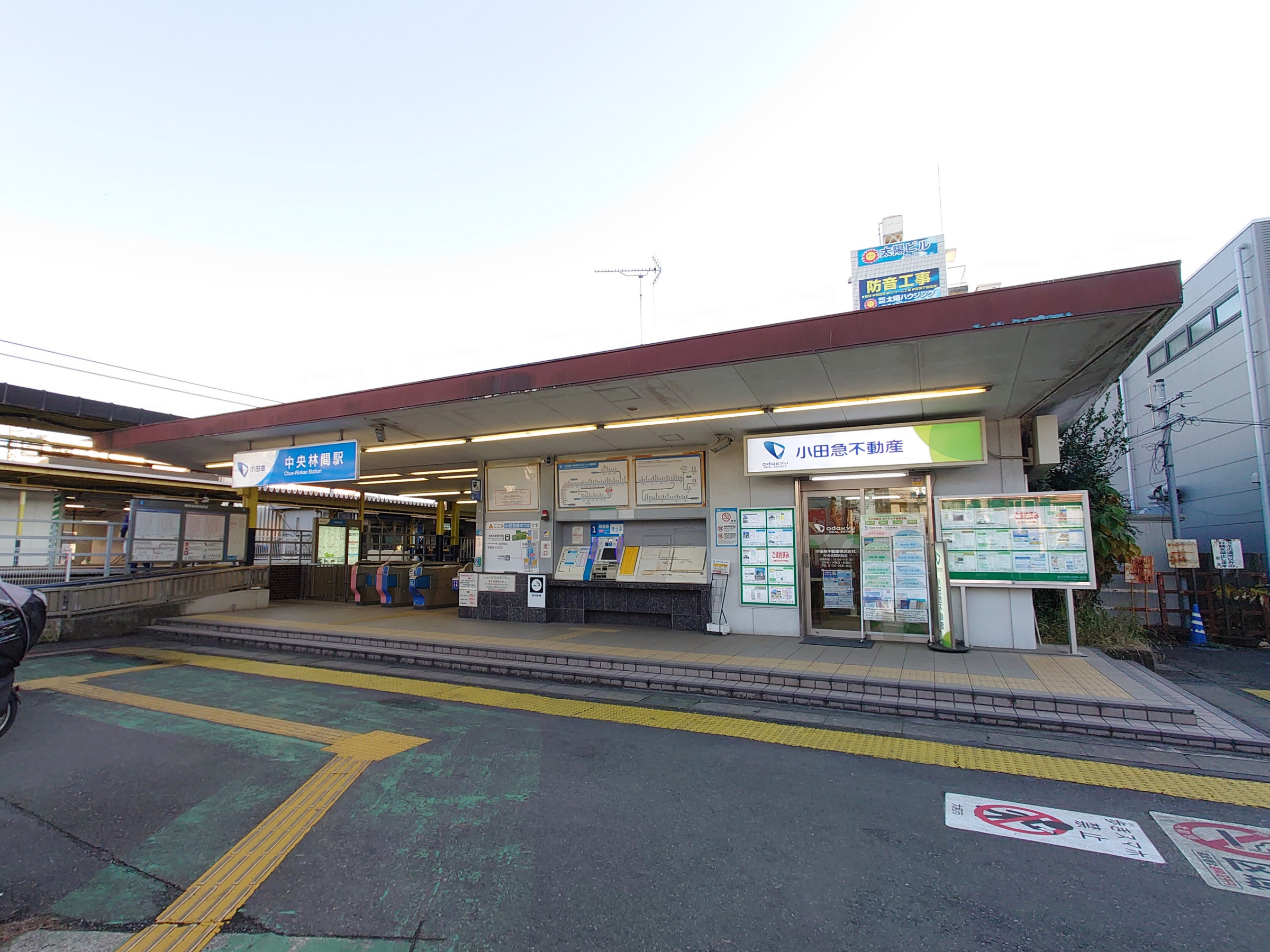
小田急北口改札（2021年12月）
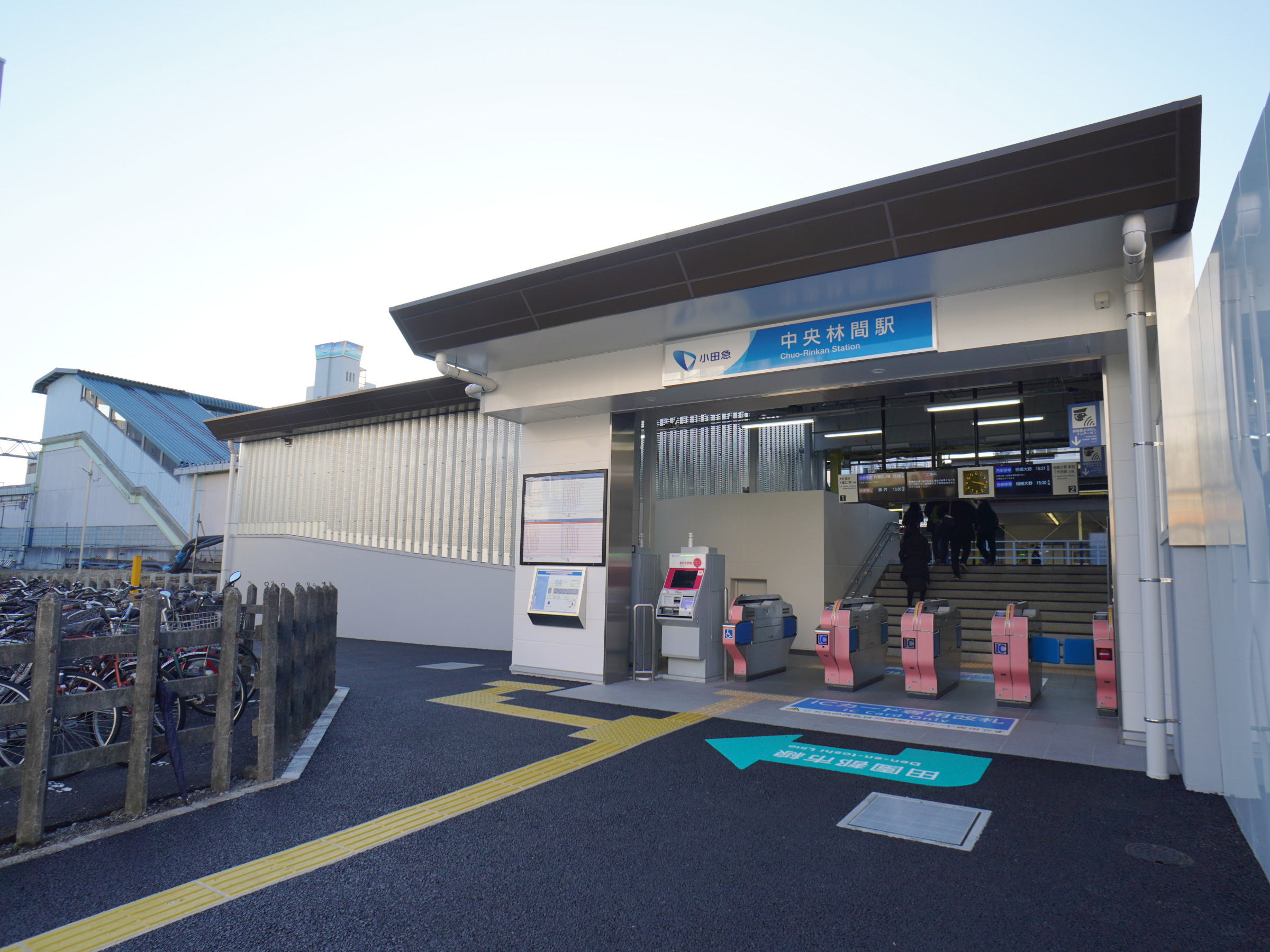
小田急東口改札（2021年12月）
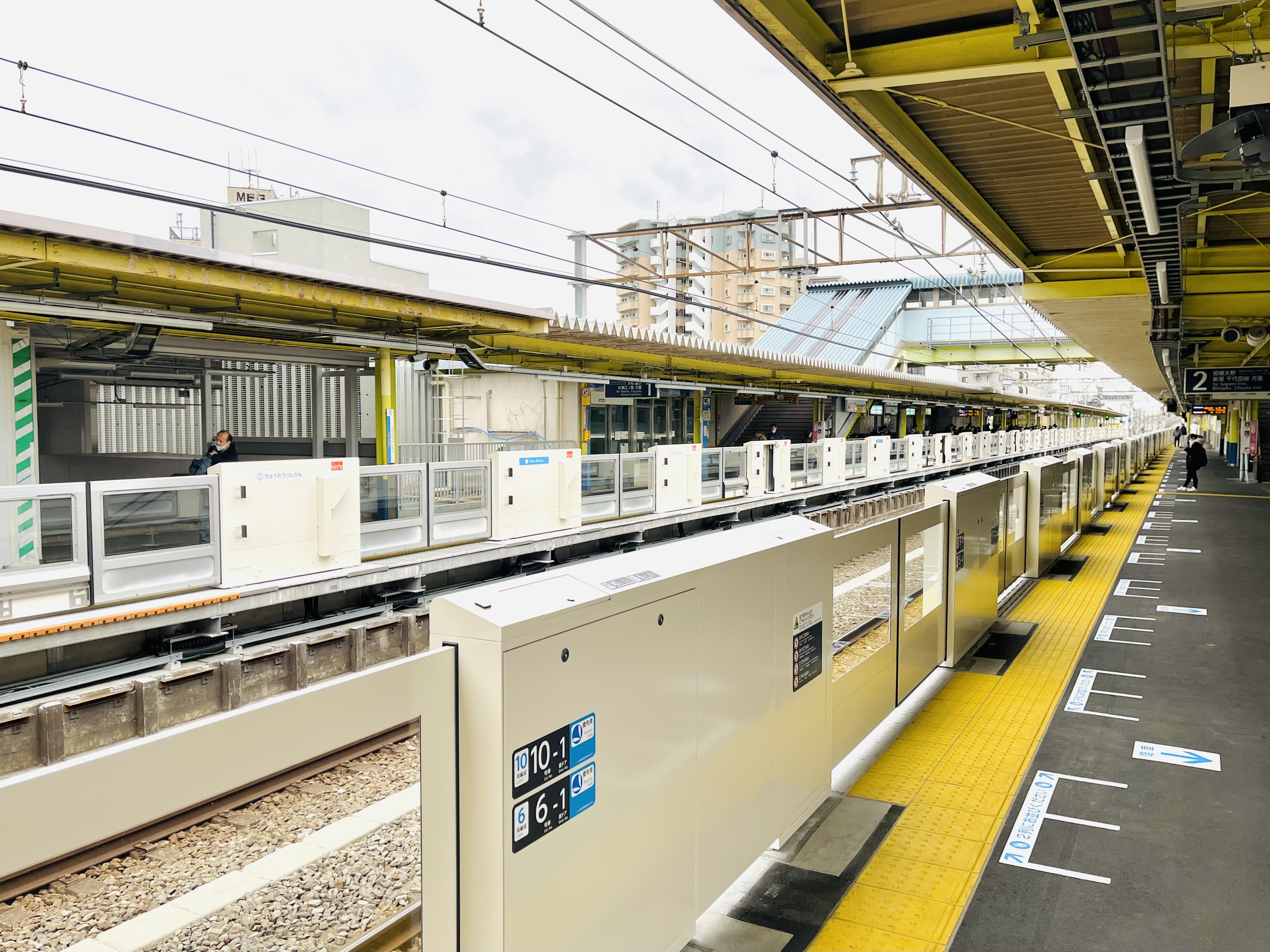
小田急線ホーム（2025年2月）

### 大規模駅改良工事
2019年度より大規模駅改良工事が始動している。主な工事内容としては以下の通り。
- 東口改札の新設と新たな乗り換え動線の追加
- 東口改札併設の駅ビル「小田急マルシェ 中央林間」の開業
- ホームドアの設置とそれに伴うホームかさ上げ工事
- ホーム拡幅・南口改札とホームを繋ぐ階段移設とエスカレーターの新設
- 化粧室のリニューアル

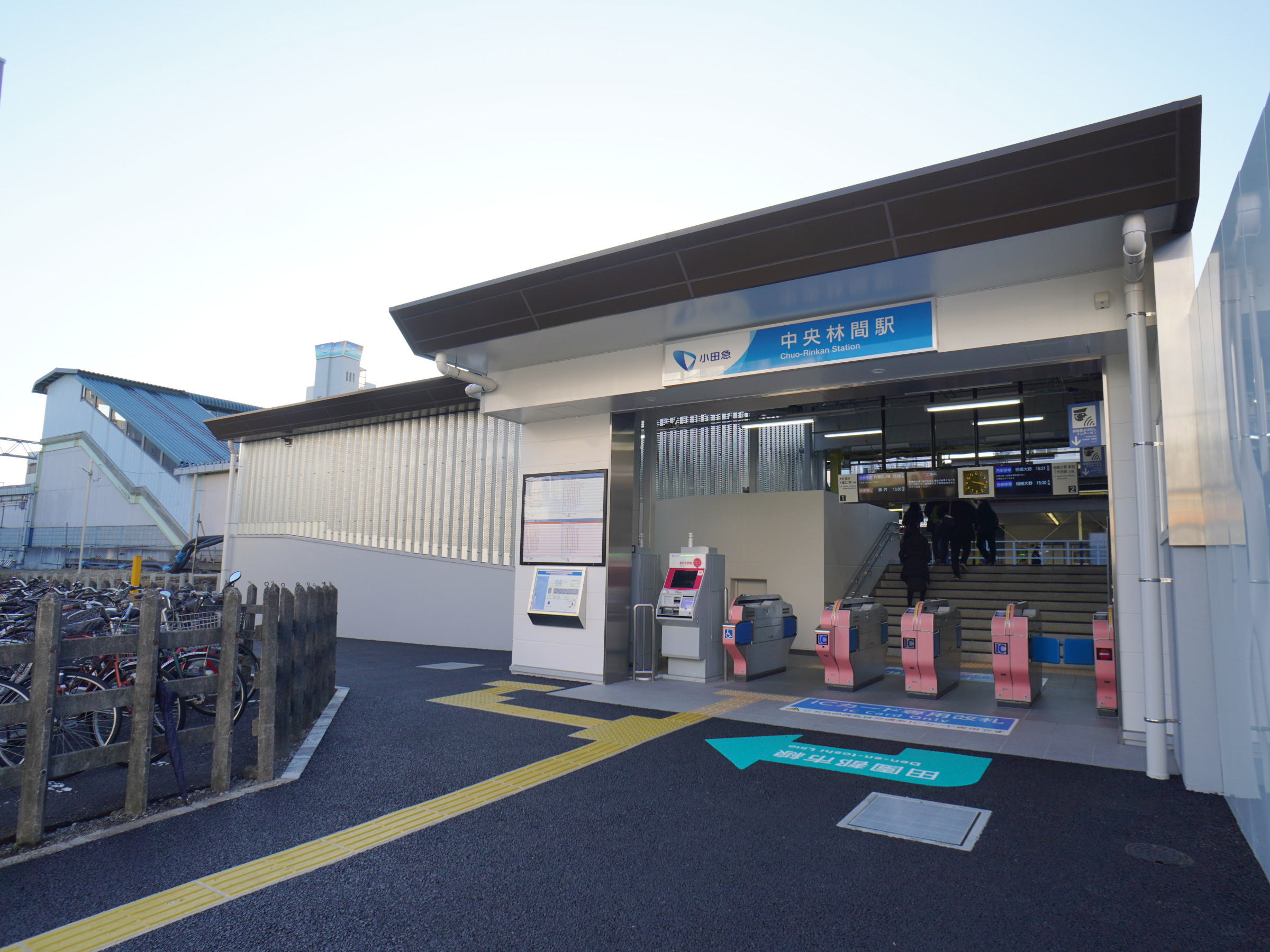
東口改札（2021年12月）
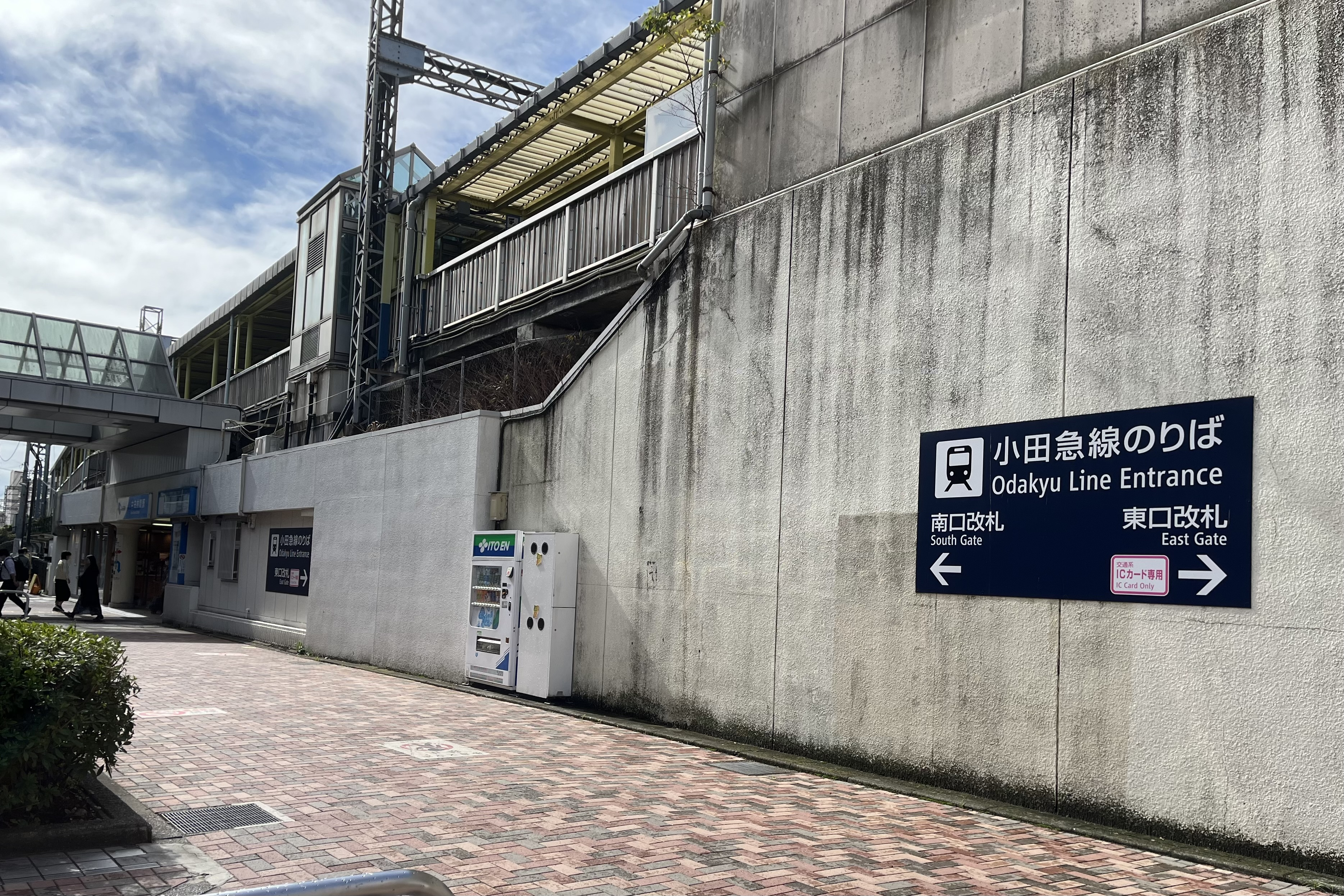
新設された乗り換え動線（2024年10月）

### 東急電鉄
島式ホーム1面2線を有する地下駅で、田園都市線の終着駅。2023年3月18日に新横浜駅、新綱島駅が開業するまでは東急電鉄保有の駅として最も新しい駅だった（最も新しい東急電鉄運営の駅としてはこどもの国線恩田駅。ただし横浜高速鉄道が保有する）。また東急電鉄最西端の駅。

#### ダイヤ
平日朝ラッシュピーク時（6 - 8時台）は急行・準急1本、各停2本の順に発車する。この時間帯の全列車は長津田駅で急行・準急は各停、各停は急行・準急と接続する。また、長津田検車区最寄の長津田（各駅の一部は鷺沼駅）始発列車が多くなっている。
日中時間帯では全列車が当駅まで直通する。また二子玉川から大井町線に直通する急行も発着し、当駅において後着先発の1分での折り返しダイヤが組まれている。

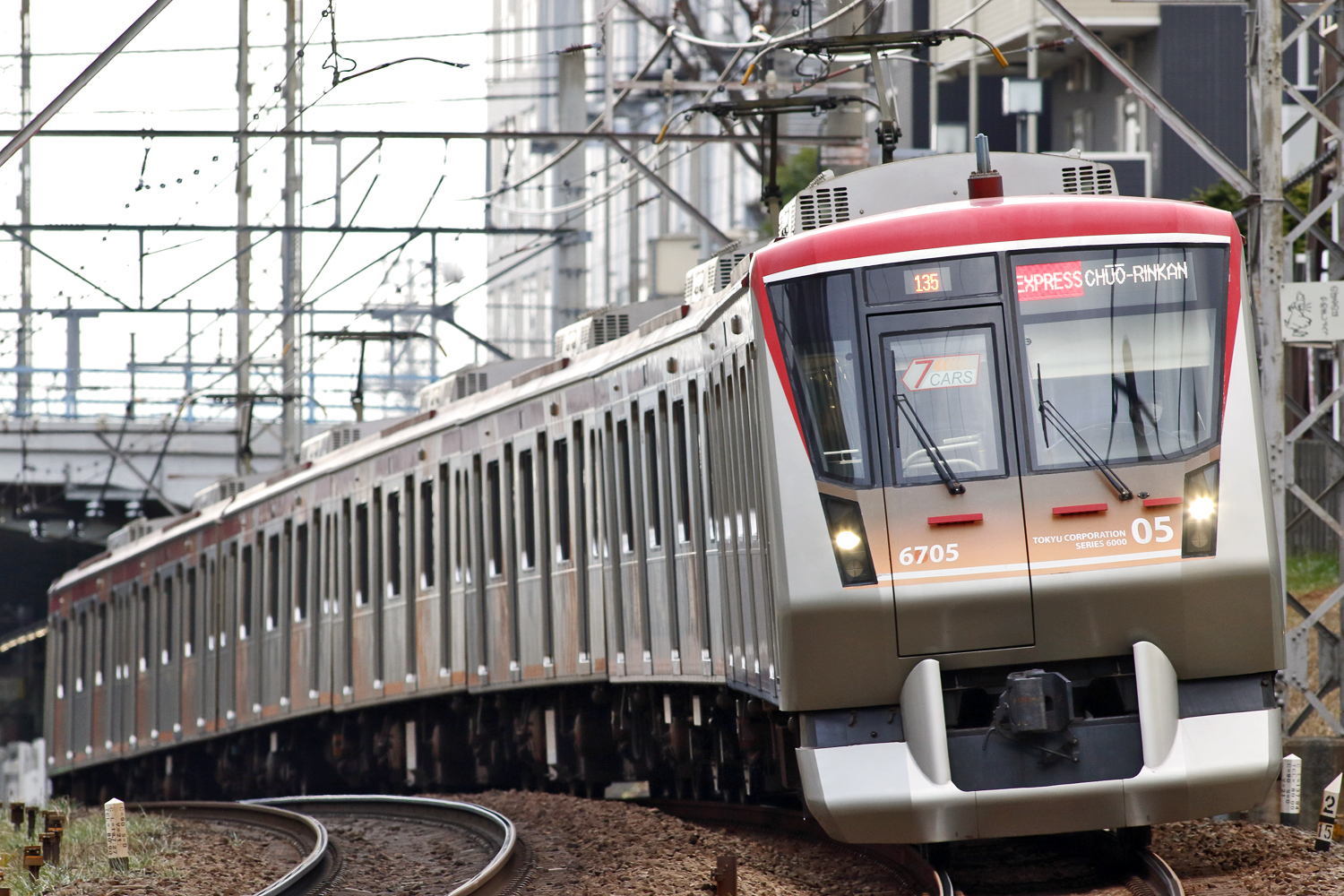
大井町線急行列車（2020年1月）

#### 駅設備
改札階と乗り場を繋ぐエレベーターやエスカレーターが設置されており、バリアフリーに対応している。ホーム上にて東急線売店toks、改札内コンコースにて東急系そば処しぶそば、忘れ物承り所が設けられている。1984年（昭和59年）4月の開設時、電子連動装置が日本で最初に実運用を開始した（京三製作所製）。

#### 改札
改札は1か所のみであるが、駅構内に入るための出入口は中央口・西口・北口・南口の4か所存在する。改札を出て真正面には中央口（旧：正面口）が広がり、タクシー乗り場を伴う駅前ロータリーや、ショッピングセンター「中央林間東急スクエア」がある。また、西口は小田急中央林間駅の南口改札とダイレクトに繋がっており、改札から西口の間はテナント街になっていて絶え間なく利用者が歩行している。改札にはシースルー有人改札が併設されているが、2023年よりリモート案内が行われており、遠隔にて長津田駅員が対応している。

#### コンコース
改札内コンコース内には東急系そば処「しぶそば」、忘れ物承り所が設けられている。改札外コンコース内の店舗は、改札から小田急線乗り換え出口である西口沿いに展開されており、駅ビル「etomo 中央林間」のテナントとして扱われている。１階と2階のテナントを合わせて「etomo 中央林間」という駅商業施設を形成している。コインロッカーは北口のみに設置されている。

#### のりば
| 番線 | 路線       | 行先                                     |
| ---- | ---------- | ---------------------------------------- |
| 1・2 | 田園都市線 | 渋谷・押上〈スカイツリー前〉・春日部方面 |

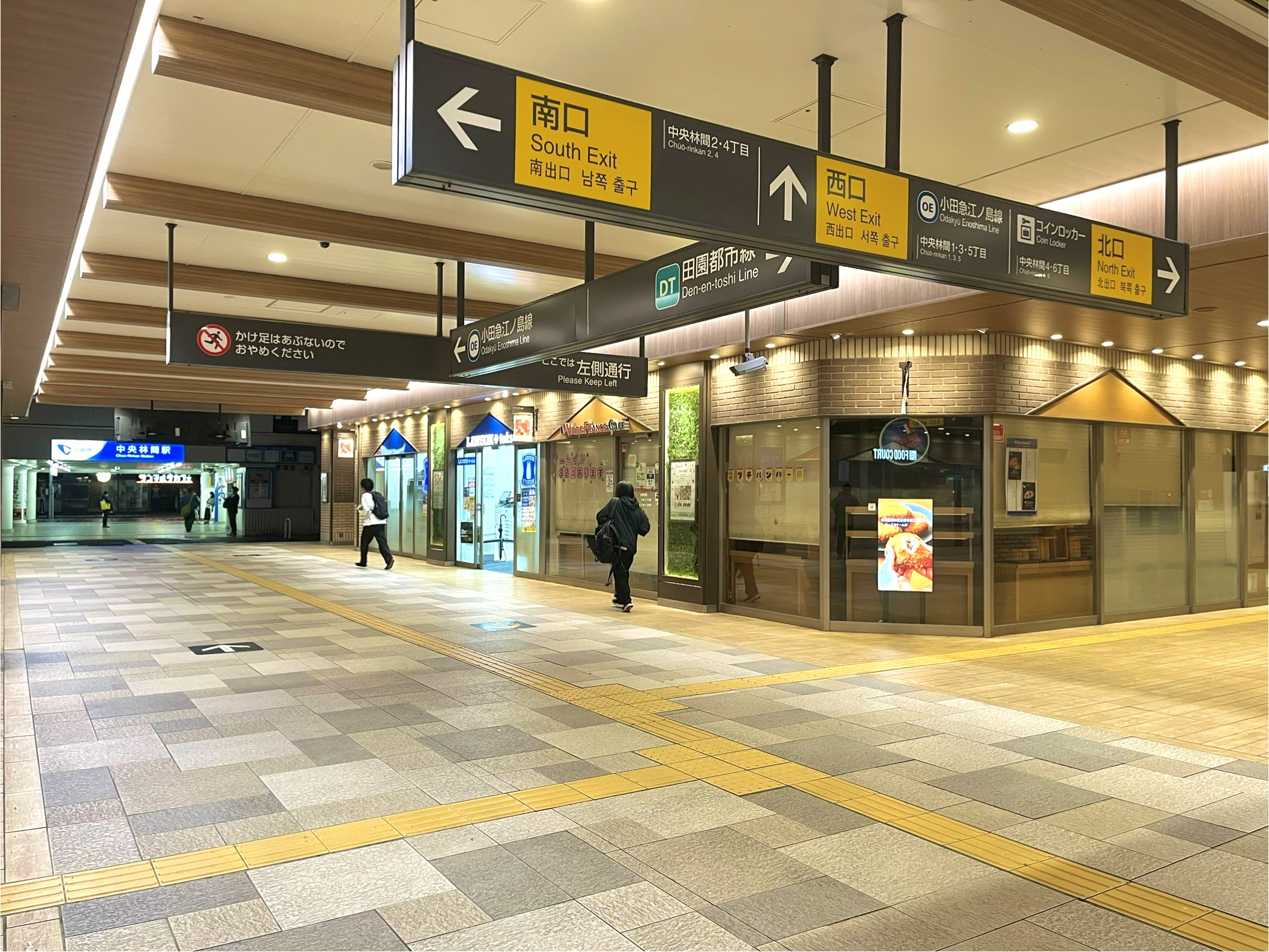
駅構内（2024年10月） - 奥が小田急中央林間駅
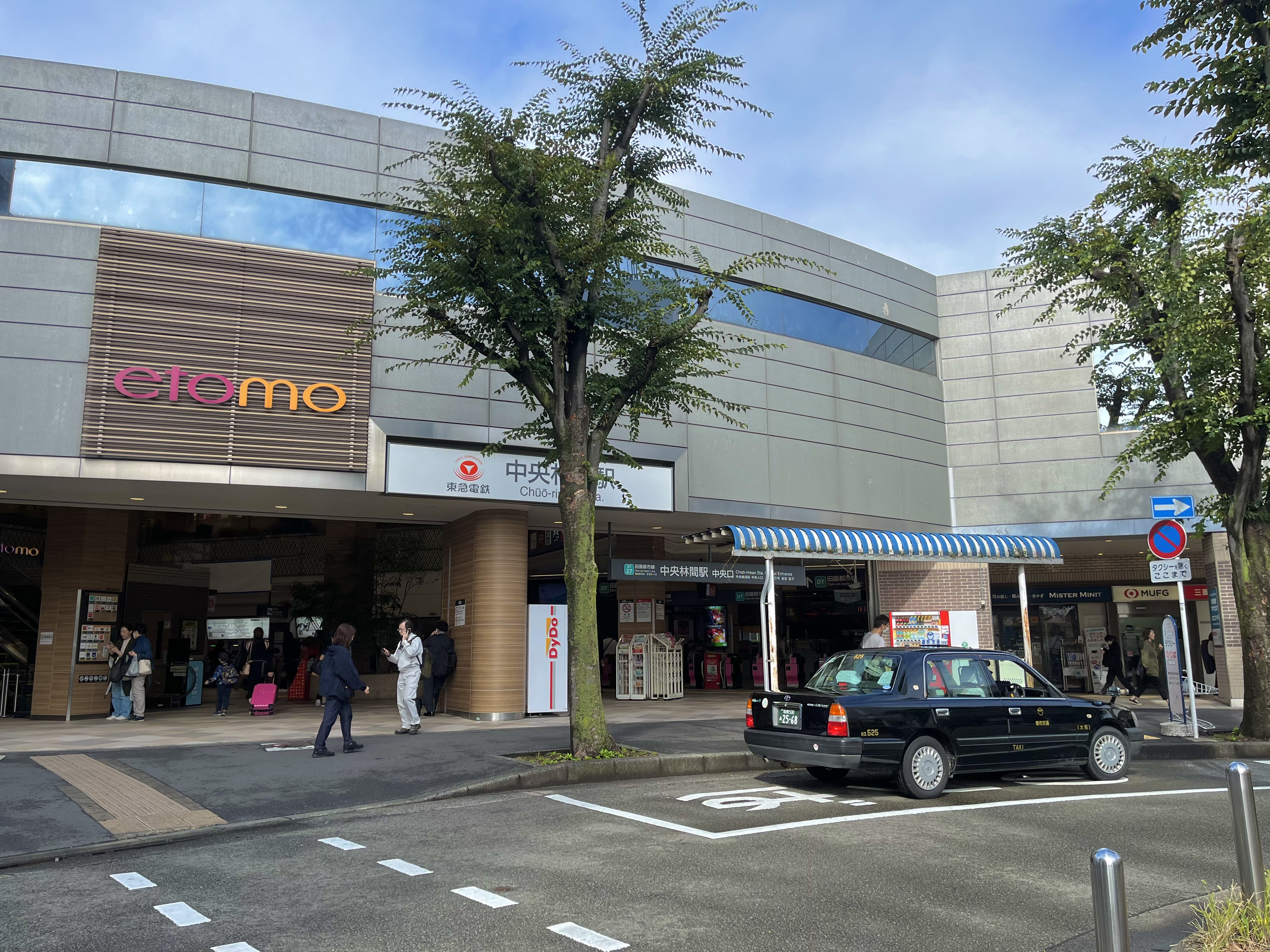
東急中央口（2024年10月）
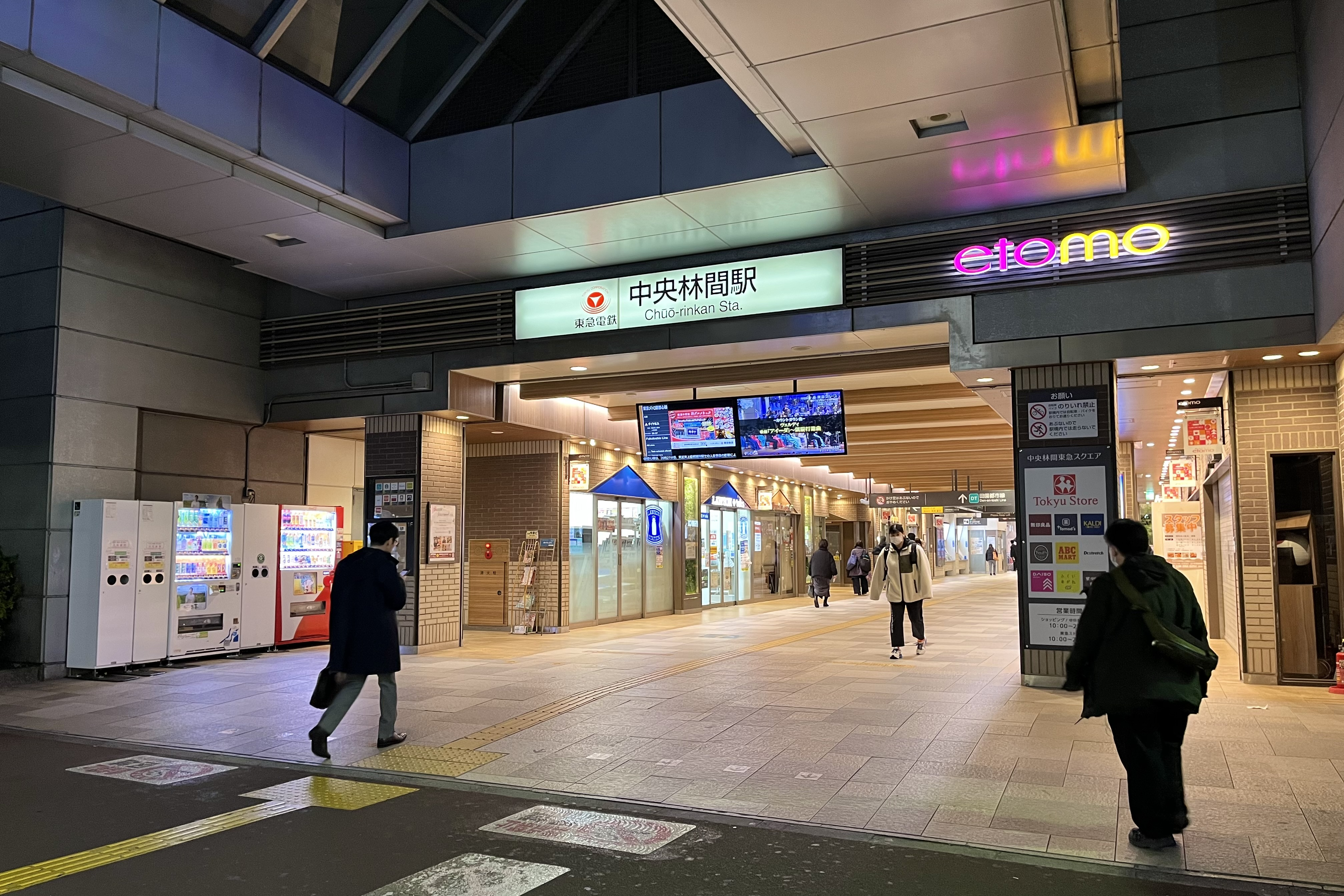
東急西口 （2024年12月）-小田急駅舎に直結している
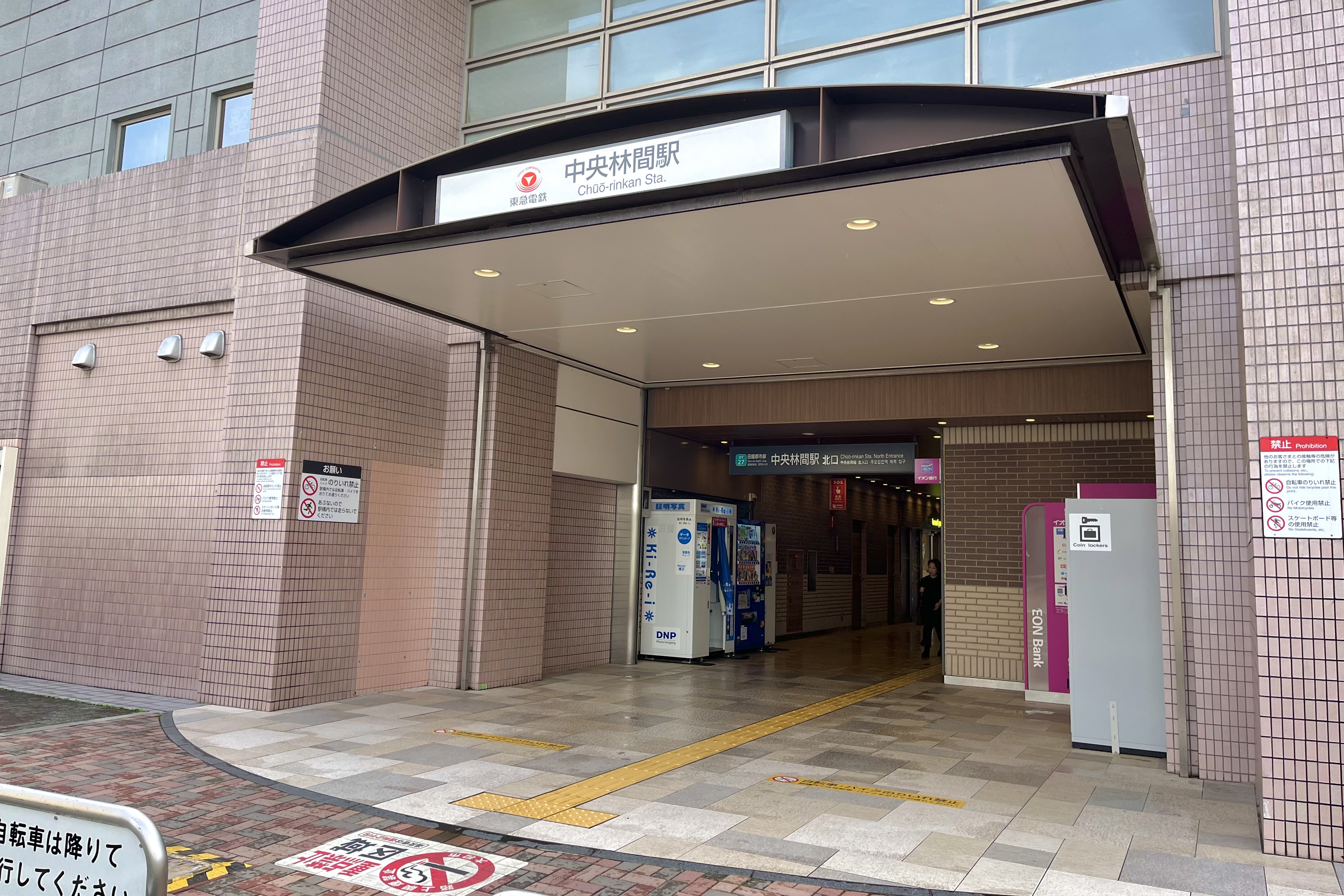
東急北口（2024年10月）
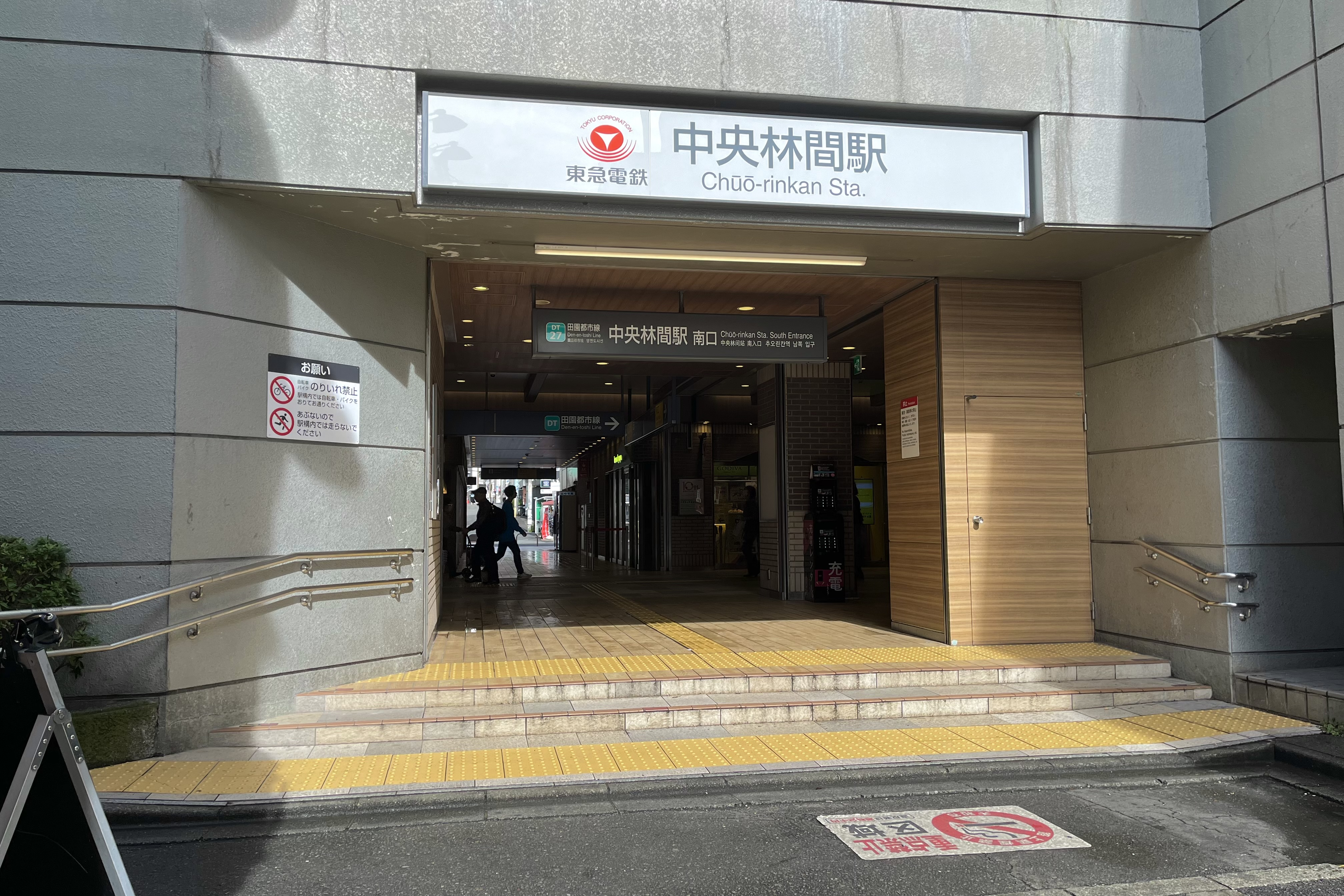
東急南口（2024年10月）
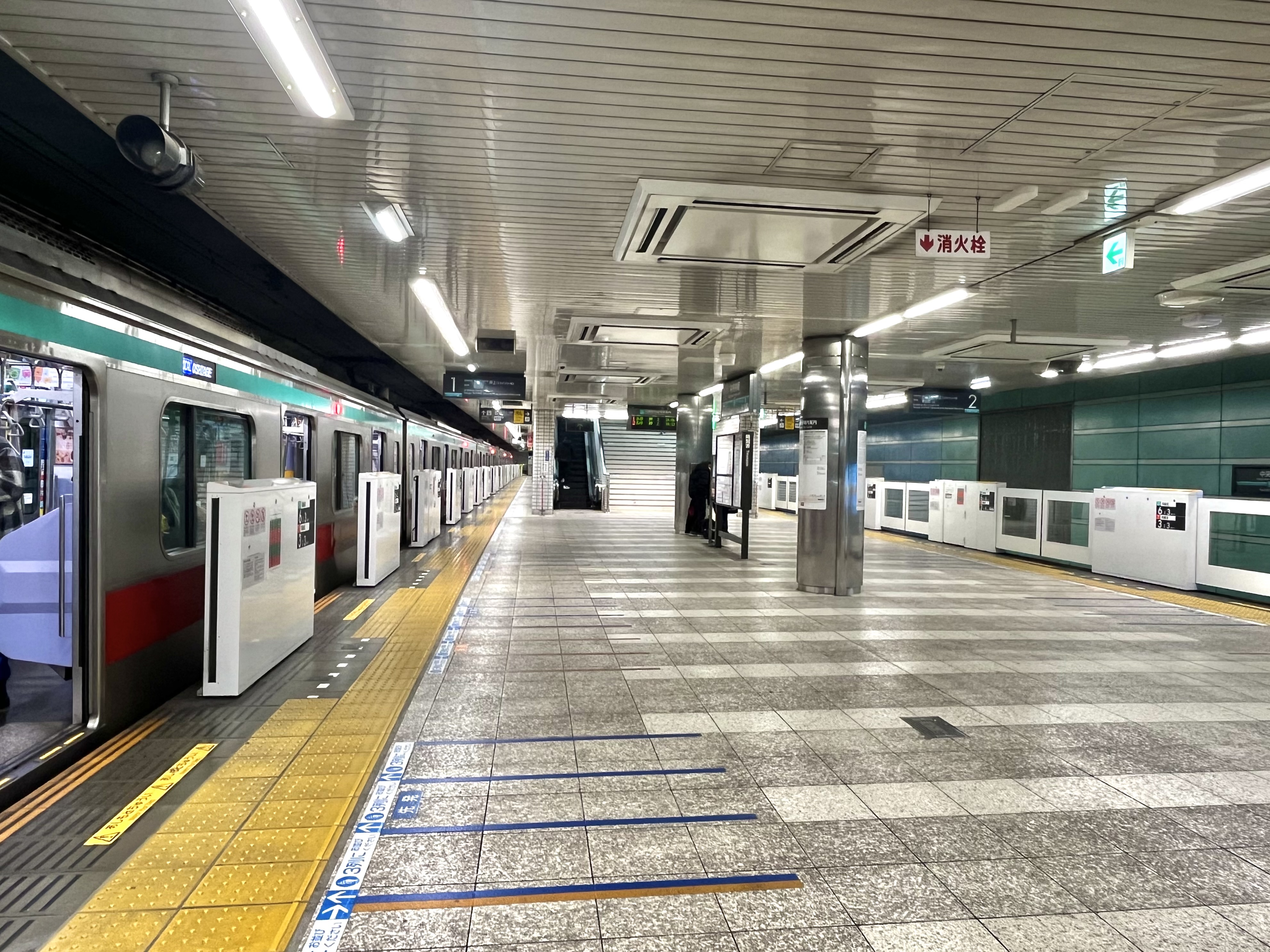
東急線ホーム（2025年2月）

### 大規模駅改良工事
2015年度に大規模駅改良工事が行われた。主な工事内容としてはコンコースの内装や店舗テナントの刷新、併設駅ビルの「etomo 中央林間」へのブランド化である。

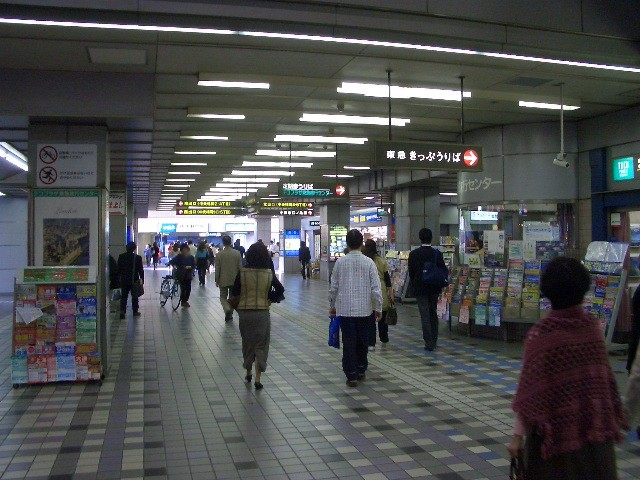
リニューアル前のコンコース（2004年7月）
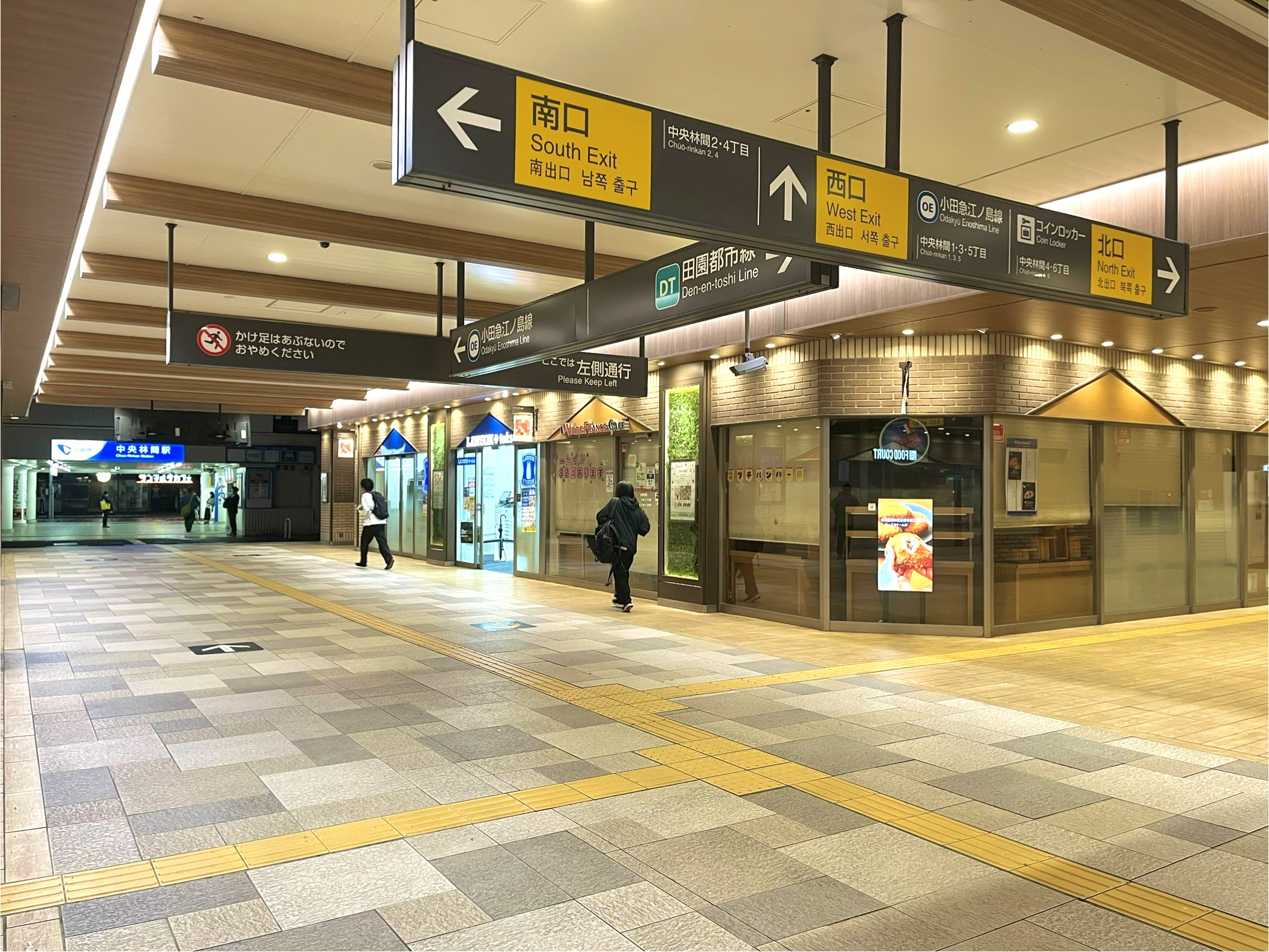
リニューアル後のコンコース（2024年10月）

## 利用状況
両路線ともに乗降人員が増加傾向にある。
- 小田急電鉄：2024年度（令和6年度）の1日平均乗降人員は91,179人である[小田急 1]。
同社全70駅の中では大和駅に続き第12位であり、江ノ島線の駅のなかでは藤沢駅、相模大野駅、大和駅についで第4位。駅長不在駅では最も乗降人員が多く、駅長所在駅の成城学園前駅・小田原駅・秦野駅よりも乗降人員が多い。
- 東急電鉄：2024年度（令和6年度）の1日平均乗降人員は95,830人である[東急 1]。
同社の駅の中では青葉台駅に次いで第17位で、田園都市線内では第7位。駅長不在駅での中では4番目に多く、駅長所在駅の二子玉川駅[注 1]・鷺沼駅よりも乗降人員が多い。

### 年度別1日平均乗降人員
近年の1日平均乗降人員の推移は以下の通り。
| 年度               | 小田急電鉄       | 小田急電鉄 | 東急電鉄         | 東急電鉄 |
| 年度               | 1日平均 乗降人員 | 増加率     | 1日平均 乗降人員 | 増加率   |
| ------------------ | ---------------- | ---------- | ---------------- | -------- |
| 1972年（昭和47年） | 11,376           |            | 未開業           | 未開業   |
| 1982年（昭和57年） | 14,717           |            | 未開業           | 未開業   |
| 2002年（平成14年） | 77,752           |            | 81,005           |          |
| 2003年（平成15年） | 79,540           | 2.3%       | 84,516           | 4.3%     |
| 2004年（平成16年） | 80,904           | 1.9%       | 88,967           | 5.3%     |
| 2005年（平成17年） | 84,104           | 4.0%       | 91,407           | 2.7%     |
| 2006年（平成18年） | 87,074           | 3.5%       | 94,906           | 3.8%     |
| 2007年（平成19年） | 90,096           | 3.5%       | 97,484           | 2.7%     |
| 2008年（平成20年） | 90,066           | 0.0%       | 97,532           | 0.0%     |
| 2009年（平成21年） | 89,565           | −0.6%      | 97,353           | −0.2%    |
| 2010年（平成22年） | 89,892           | 0.4%       | 98,235           | 0.9%     |
| 2011年（平成23年） | 89,577           | −0.4%      | 97,512           | −0.7%    |
| 2012年（平成24年） | 92,533           | 3.3%       | 100,525          | 3.1%     |
| 2013年（平成25年） | 95,950           | 3.7%       | 104,318          | 3.8%     |
| 2014年（平成26年） | 95,598           | −0.4%      | 103,679          | −0.6%    |
| 2015年（平成27年） | 97,382           | 1.9%       | 105,743          | 2.0%     |
| 2016年（平成28年） | 97,637           | 0.3%       | 106,500          | 0.7%     |
| 2017年（平成29年） | 97,068           | −0.6%      | 105,786          | −0.7%    |
| 2018年（平成30年） | 97,215           | 0.2%       | 105,121          | −0.6%    |
| 2019年（令和元年） | 99,122           | 2.0%       | 107,086          | 1.9%     |
| 2020年（令和02年） | 73,239           | −26.1%     | 76,162           | −28.9%   |
| 2021年（令和03年） | 80,446           | 9.8%       | 85,428           | 12.2%    |
| 2022年（令和04年） | 89,178           | 10.9%      | 93,412           | 9.3%     |
| 2023年（令和05年） | 90,052           | 1.0%       | 94,391           | 1.0%     |
| 2024年（令和06年） | 91,179           | 1.3%       | 95,830           | 1.5%     |

### 年度別1日平均乗車人員
近年の1日平均乗車人員の推移は以下の通り。
| 年度               | 小田急電鉄 | 東急電鉄 | 出典                |
| ------------------ | ---------- | -------- | ------------------- |
| 1995年（平成07年） | 38,751     | 38,581   | [ 乗降データ 3 ]    |
| 1998年（平成10年） | 37,550     | 38,438   | [ 神奈川県統計 1 ]  |
| 1999年（平成11年） | 36,590     | 37,990   | [ 神奈川県統計 2 ]  |
| 2000年（平成12年） | 38,136     | 39,980   | [ 神奈川県統計 2 ]  |
| 2001年（平成13年） | 38,004     | 39,984   | [ 神奈川県統計 3 ]  |
| 2002年（平成14年） | 38,139     | 40,532   | [ 神奈川県統計 4 ]  |
| 2003年（平成15年） | 38,838     | 42,251   | [ 神奈川県統計 5 ]  |
| 2004年（平成16年） | 40,225     | 43,902   | [ 神奈川県統計 6 ]  |
| 2005年（平成17年） | 41,866     | 45,337   | [ 神奈川県統計 7 ]  |
| 2006年（平成18年） | 43,362     | 47,061   | [ 神奈川県統計 8 ]  |
| 2007年（平成19年） | 44,827     | 48,781   | [ 神奈川県統計 9 ]  |
| 2008年（平成20年） | 44,791     | 48,715   | [ 神奈川県統計 10 ] |
| 2009年（平成21年） | 44,525     | 48,674   | [ 神奈川県統計 11 ] |
| 2010年（平成22年） | 44,742     | 49,129   | [ 神奈川県統計 12 ] |
| 2011年（平成23年） | 44,544     | 48,773   | [ 神奈川県統計 13 ] |
| 2012年（平成24年） | 45,977     | 50,341   | [ 神奈川県統計 14 ] |
| 2013年（平成25年） | 47,648     | 52,247   | [ 神奈川県統計 15 ] |
| 2014年（平成26年） | 47,402     | 52,005   | [ 神奈川県統計 16 ] |
| 2015年（平成27年） | 48,292     | 53,054   | [ 神奈川県統計 17 ] |
| 2016年（平成28年） | 48,351     | 53,509   | [ 神奈川県統計 18 ] |
| 2017年（平成29年） | 48,064     | 53,186   | [ 神奈川県統計 19 ] |
| 2018年（平成30年） | 48,139     | 52,827   | [ 神奈川県統計 20 ] |
| 2019年（令和元年） | 49,118     | 53,815   | [ 神奈川県統計 21 ] |
| 2020年（令和02年） | 36,413     | 38,208   | [ 神奈川県統計 22 ] |
| 2021年（令和03年） | 39,998     | 42,837   | [ 神奈川県統計 23 ] |

## 駅周辺
大和市北部の中心駅として、東急田園都市線延伸後より急激に宅地化が進んでいる。
新宿・渋谷へ40分程度でアクセス可能な利便性や、田園都市線の始発駅であり、座って通勤可能な快適性などから東京都心のベッドタウンとして開発が進み、駅前に高層マンションなども立地するようになった。またスーパーマーケットやショッピングモール、コンビニエンスストアなども出店し、商業施設も集中している。また駅周辺には美容室が集中している。
駅より徒歩10分程で、つるま自然の森へ至る。
駅周辺一帯は大和市が制定する路上喫煙禁止条例により禁煙となっている。また、神奈川県警察で路上駐車厳重巡回地区に指定されているため、駅周辺にはコインパーキングが整備されている。
江ノ島線の駅開設当初は改札口は北口のみであったが、田園都市線開通と前後して南口改札が新設された。かつて、北口は広場となっており、祭りなどはここで行われていた。その後店舗や有料駐輪場が建設され、広場は消滅した。広場があった時代、その広場や付近の喫茶店（閉店）でテレビドラマ『金曜日の妻たちへ』のロケーション撮影が行われていたことがある。
東急と小田急間を連絡するコンコース付近は1980年代まで湿地帯であったが、宅地造成が進み近辺を埋立て現在のようなコンコースが整備されている。東急中央口にはタクシーロータリーが整備され、東急ストア側の歩道からはコミュニティバスや観光バスも発着する。

### 東側エリア

#### エトモ中央林間
当駅の駅ビル。中央林間駅ビル改装後、2015年（平成27年）12月7日に開業。
- 1Fコンコース：コンビニ・飲食店・食品販売店が中心。
- 2F：飲食店、雑貨屋、カフェ、金融機関が中心。

#### 中央林間東急スクエア
東急正面口目の前に存在する東急スクエアブランドの複合商業施設。駅ビル「エトモ中央林間」2Fから連絡橋で接続している。中央林間とうきゅう（東急中央林間ビル）を改装し、2018年（平成30年）3月28日開業。主要テナントは以下の通り。
- 1F：東急ストア・TULLY'S COFFEE
- 2F：無印良品・KALDI・ABCマート
- 3F：大和市立中央林間図書館・大和市役所中央林間分室・ダイソー

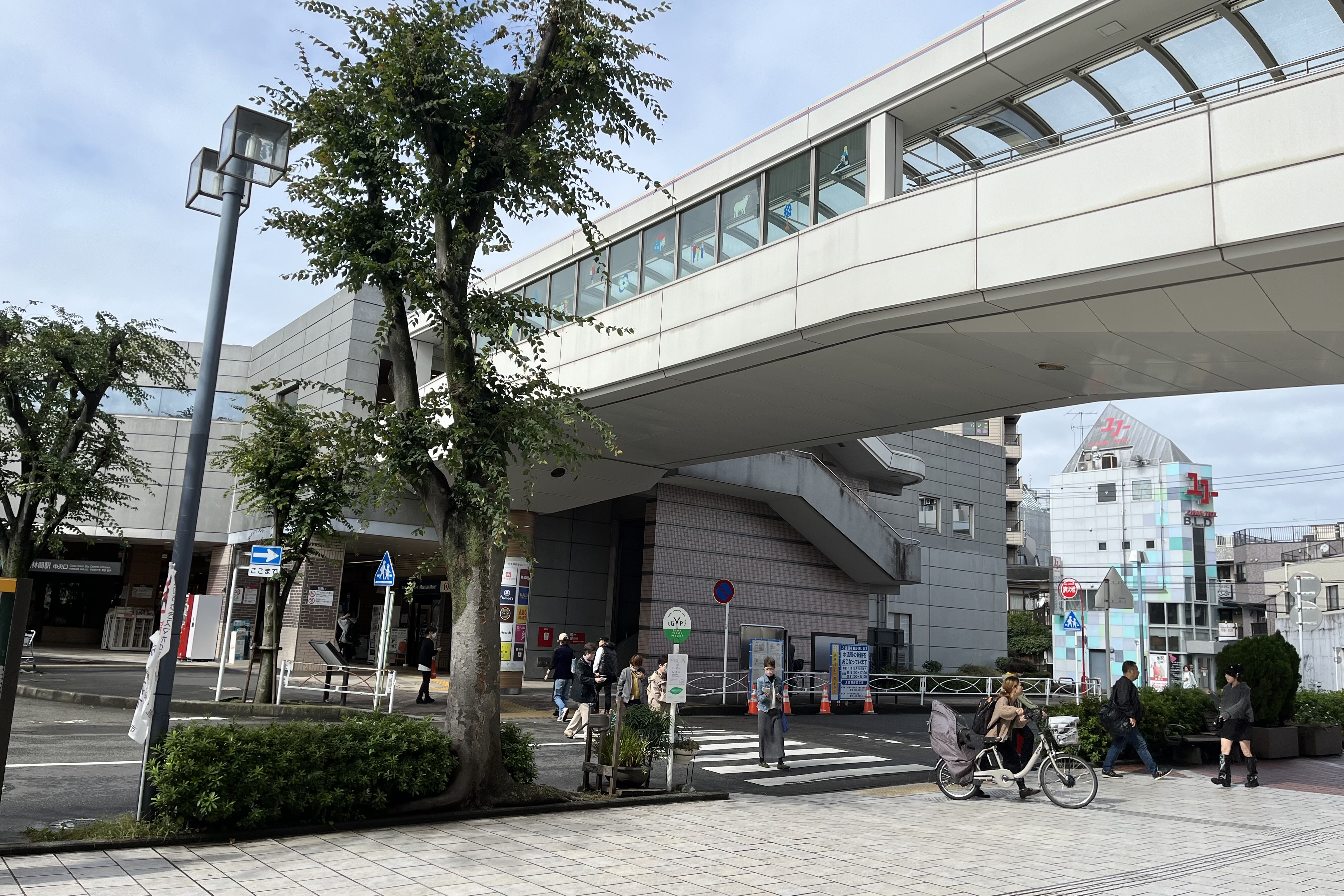
中央林間駅と東急スクエアを繋ぐ連絡通路（2024年10月）

#### ぷちMORE'S 5
駅近くに存在する横浜岡田屋が運営する商業ビル。主要テナントは以下の通り。
- セイジョー

#### その他の東側エリア
- 城南信用金庫 中央林間支店
- 横浜銀行 中央林間支店
- スルガ銀行 中央林間支店・中央林間ハウジングローンセンター・東林間支店
- 中央林間病院
- みどり野リハビリテーション病院：以前は『脳内革命』の著者である春山茂雄が院長を務めていた「田園都市厚生病院」であった。破産したため閉院となったが、別の医療法人により2008年（平成20年）4月に開院した。
- ラプラ中央林間：撤退した旧イトーヨーカドー中央林間店跡地に建てられたショッピングモール。
  - ロピア 中央林間店
- りんかんモール
  - エイビイ りんかんモール店
  - カインズ りんかんモール店
- 三菱重工冷熱株式会社 大和事業所
- 聖セシリア女子学園

### 西側エリア
- 相模カンツリー倶楽部（ゴルフ場）
- 大和警察署 中央林間駅前交番
- 東急中央林間アネックス：小田急南口改札前に飲食店などが出店。
- オオゼキ 中央林間店
- 静岡中央銀行 中央林間支店
- 中央林間駅前郵便局
- 大和市市民交流拠点ポラリス（北部文化・スポーツ・子育てセンター）

## バス路線
中央林間駅周辺は西部に広大なゴルフ場が広がっている為、東南北に街が形成されていることに加え、東南北の1km程度の場所に隣の駅が設けられているので交通空白地帯が少なく、路線バスの発着がない。なお、2002年（平成14年）11月までは、神奈川中央交通による路線バスが当駅を経由していた。
現在は大和市コミュニティバスのみが駅前へ乗り入れている。
中央林間駅
- 大和市コミュニティバス「のろっと」（神奈中タクシー）
  - 北部ルートA系統 つきみ野駅・南林間駅経由 市役所方面
  - 北部ルートB系統 下鶴間経由 市役所方面

中央林間駅東口
- 大和市コミュニティバス「やまとんGO」（神奈中タクシー）
  - 中央林間西側地域ルート 右回り
  - 中央林間西側地域ルート 左回り

中央林間駅北口
- 大和市コミュニティバス「やまとんGO」（神奈中タクシー）
  - 中央林間西側地域ルート 右回り
  - 中央林間西側地域ルート 左回り

## 隣の駅
小田急電鉄
 江ノ島線
■快速急行
相模大野駅 (OH 28) - 中央林間駅 (OE 02) - 大和駅 (OE 05)
■急行
相模大野駅 (OH 28) - 中央林間駅 (OE 02) - 南林間駅 (OE 03)
■各駅停車
東林間駅 (OE 01) - 中央林間駅 (OE 02) - 南林間駅 (OE 03)
東急電鉄
 田園都市線
■急行
南町田グランベリーパーク駅 (DT25) - 中央林間駅 (DT27)
■準急・■各駅停車
つきみ野駅 (DT26) - 中央林間駅 (DT27)